# おかえりモネ
『おかえりモネ』は、2021年度前期放送のNHK「連続テレビ小説」第104作で、2021年5月17日から10月29日に放送された日本のテレビドラマである。安達奈緒子作、主演は清原果耶。
宮城・気仙沼湾沖の島で育ち登米で青春を過ごしたヒロインが、魅力と可能性を感じることができた天気予報を通じて人々の役に立ちたいと気象予報士を目指して上京し、やがて故郷の島へ戻り予報士としての能力を活かして地域に貢献する姿を描く。

## 企画・制作
東日本大震災から10年の節目にあたる年に、NHK東日本大震災プロジェクトの一環で、東北の現在と未来に焦点を当てた物語として制作された。また、SDGsをテーマとしたNHKの企画である未来へ 17アクションともコラボレーション企画がなされた（関連番組およびイベント参照）。作品の舞台は宮城県気仙沼市と登米市で、宮城県が連続テレビ小説の主な舞台となるのは『繭子ひとり』『はね駒』『天花』に続き、17年ぶり4度目となる。また、東京制作としては2020年度前期の『エール』に続き、2作品連続で東北地方が主な舞台地となった。
主人公は平成生まれ(1990年代半ば生まれ)で、令和以降の年代が初めて描かれた。また最終回エピローグで、ヒロイン・永浦百音と菅波光太朗が再会するのは2022年7月以降（時期は明示されていない）であり、放送時期（2021年10月）より未来が描かれた。また、本作から2022年度後期の『舞いあがれ!』まで4作品連続で、放送当時より先の未来を描いた。

### ヒロイン
現代を舞台に気象予報士を目指すヒロインを清原果耶が演じる。清原は、2019年度前期の『なつぞら』などでの好演により「次の朝ドラヒロインに」と期待の声も高く、抜群の演技力と将来性に加え「凛とした佇まい」と「思いの強さを感じさせる真っすぐな眼差し」が作品を通じて伝えたいメッセージを託すのに最も相応しいとして、ヒロインオーディションを開催することなくキャスティングにより清原の起用が決定した。2018年度後期の『まんぷく』の安藤サクラ以降、本作で6作連続でのキャスティングによる主演起用となる。なお、清原は歴代朝ドラ作品で史上初、21世紀生まれの主演俳優となった。
本作はヒロインの幼少期のシーンは制作されておらず（回想シーンにのみ子役が登場する）、第1回より清原が18歳の役を演じている。

### 制作
2020年5月27日に、タイトルとともに清原果耶の主演、安達奈緒子脚本によるオリジナル作品で制作されることがNHKから発表された。
9月11日に、第1弾のキャスト発表として「気仙沼の家族」編が公開され、9月14日に「百音が登米で出会う人々」編のキャストが公開された。
9月28日には、「百音の同級生たち」編のキャストが公開され、登米市でクランクインした。11月中旬頃まで登米市と気仙沼市で撮影が行われた。
番組のタイトルロゴが11月6日に発表され、11月下旬に東京・渋谷の放送センターでのスタジオ収録に入った。
2021年2月10日に、放送開始日が同年5月17日に決まったことが発表された。新型コロナウイルスによる前2作の放送期間が変則的であったためで、5月に放送を開始するのは連続テレビ小説史上初である。
主題歌は、BUMP OF CHICKENの新曲「なないろ」に決定したことが3月1日に発表され、土曜日放送の『朝ドラ1週間・おかえりモネ第○週』（おさらい）の担当MCは、サンドウィッチマン（伊達みきお・富澤たけし。ともに宮城県出身）が務めることが4月23日に発表された。また、番組レコメンドは歌広場淳（ゴールデンボンバー）が担当した。
7月21日に、最終回は10月29日になることが発表され、9月27日の放送から、気仙沼のコミュニティFMが舞台になる「気仙沼編」に入ることが、9月1日に発表された。
撮影は、9月3日に気仙沼市でのロケをもってクランクアップした。
10月22日に『カムカムエヴリバディ』のヒロインとのバトンタッチセレモニーが実施され、2022年1月14日に番組公式Twitterアカウントが2022年度前期放送の「ちむどんどん」に引き継がれ、31日に番組公式ホームページ・Instagramアカウントが閉鎖・終了した。

### 舞台地の選定
本作の舞台に宮城県気仙沼市・登米市を選定したことについて、放送終了後に両市で開催されたシンポジウムやファン向けのイベントで次のように語られた。
気仙沼市では、演出を担当した梶原登城の基調講演で、石巻市や名取市などの沿岸部を巡る中、大島の亀山からの眺望に惹かれたことや、取材を進める中で、大島が震災時に孤立したエピソードなどを軸に物語を形成していったことが明かされた。
登米市では、チーフ演出を担当した一木正恵の基調講演で、森林や伊豆沼、登米町の歴史的な町並みなど良いところがたくさんあることや、題材を探していく中での「森林セラピーとラフターヨガの衝撃」「やまと診療所の衝撃」「震災時に果たした役割」といったことが挙げられた。また、2024年（令和6年）9月に登米市で講演を行った梶原登城は、本作のテーマである「震災からの復興」を表現する上で、海の再生のためには森の大切さを伝えるのが重要という観点から、森林が豊かな登米市を舞台に選んだと説明している。

### ロケ地など
宮城県登米市
寺池園 - 新田サヤカ（夏木マリ）の自宅。
長沼ボート場クラブハウス - 米麻町森林組合・カフェ・よねま診療所の複合施設。
石ノ森章太郎ふるさと記念館 - 石ノ森章太郎ファンの朝岡が原画展で訪ねた場所。
伝統芸能伝承館森舞台 - 登米能（劇中では「とめのう」）が催された舞台。
鴇波水門 - 主人公の永浦百音（清原果耶）が移流霧を見た場所。
教育資料館（旧登米高等尋常小学校校舎） - 百音が林間学校の児童と訪ねた場所。
宮城県栗原市
朝野堂 - 百音が気象予報士試験の参考書を購入した斎藤書店。
宮城県気仙沼市
亀山レストハウス - 中学生の百音が所属する吹奏楽部が「アメリカン・パトロール」を演奏した「亀島ゆずまつり」の会場。
田中浜 - 亀島の浜辺でのシーンの撮影場所。
ヤマヨ水産 - 百音の祖父が営む牡蠣処理場の外観。
気仙沼大島大橋 - 亀島と本土の間に架かった亀島大橋の撮影場所。
気仙沼漁港（港町岸壁） - 及川亮（永瀬廉）の初登場シーン、百音が初めて帰省したシーンの撮影場所。
神明崎（浮見堂・恵比寿像） - 永浦家を訪ねた菅波光太朗（坂口健太郎）が、東京に戻る際に百音と立ち寄った場所。
コの字岸壁 - カラフルな布を用いたタイトルバックや、最終回の出船送りのシーンの撮影場所。
宮城県仙台市
常盤木学園高等学校 - 百音が受験した仙台青葉学園高等学校。
東京都中央区
明石町聖路加ガーデン前船着場-上京した百音が水上バスから降り立った船着場。
隅田川テラス - 上京した百音が船着場から汐見湯に向かうシーン。

#### ロケ地ギャラリー

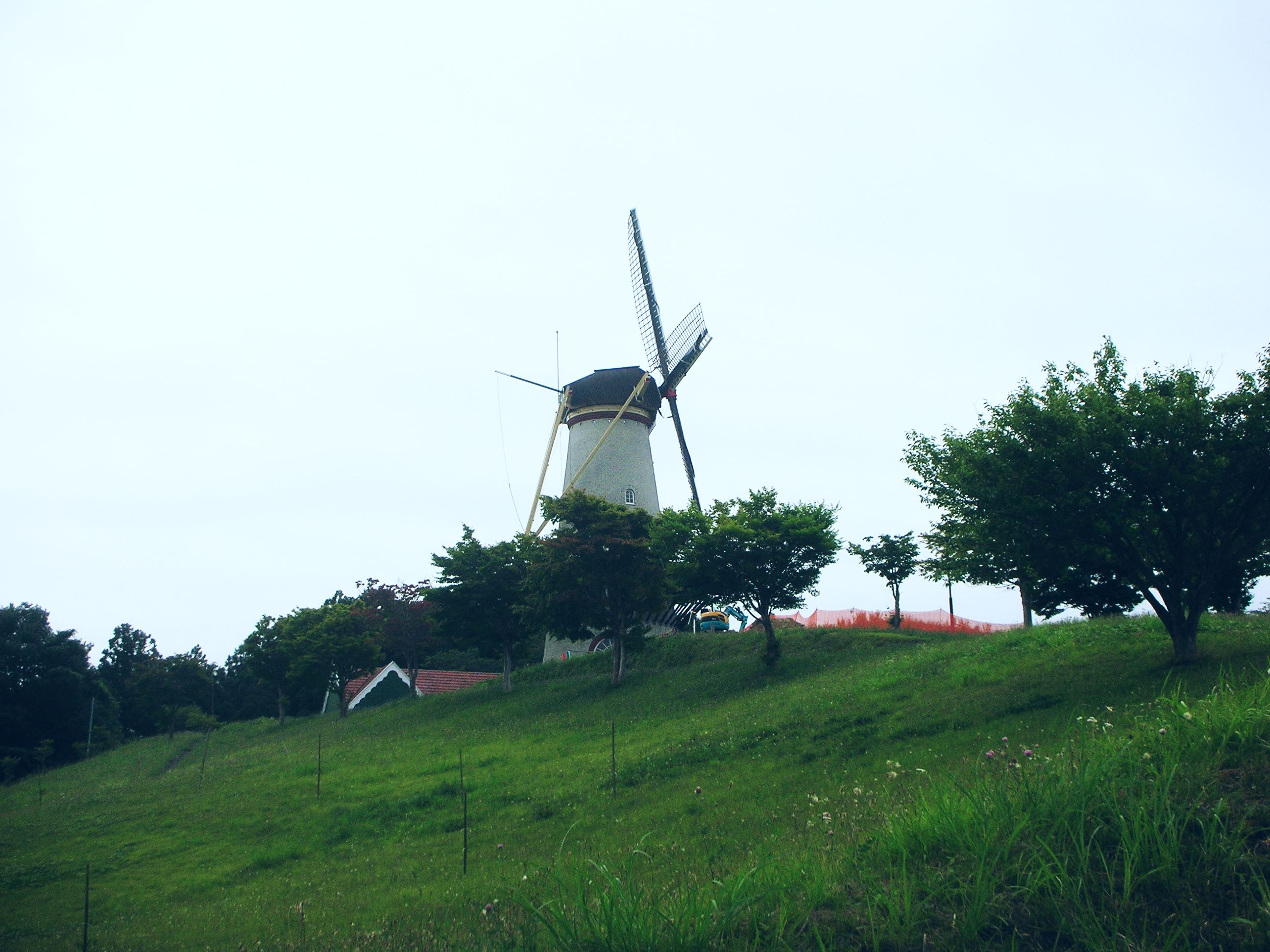
長沼フートピア公園（米麻町森林組合施設）
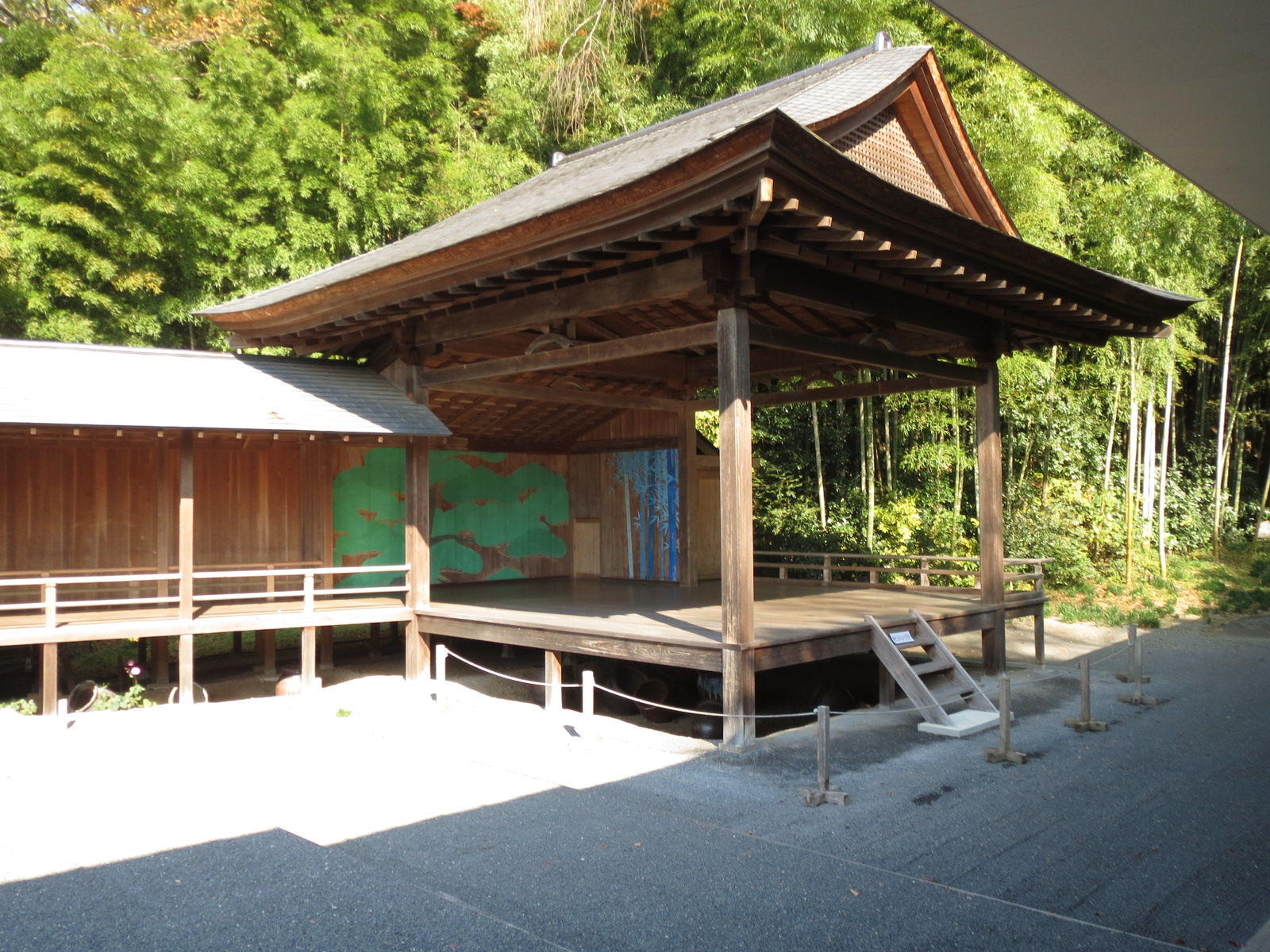
伝統芸能伝承館森舞台（登米能が開催された舞台）
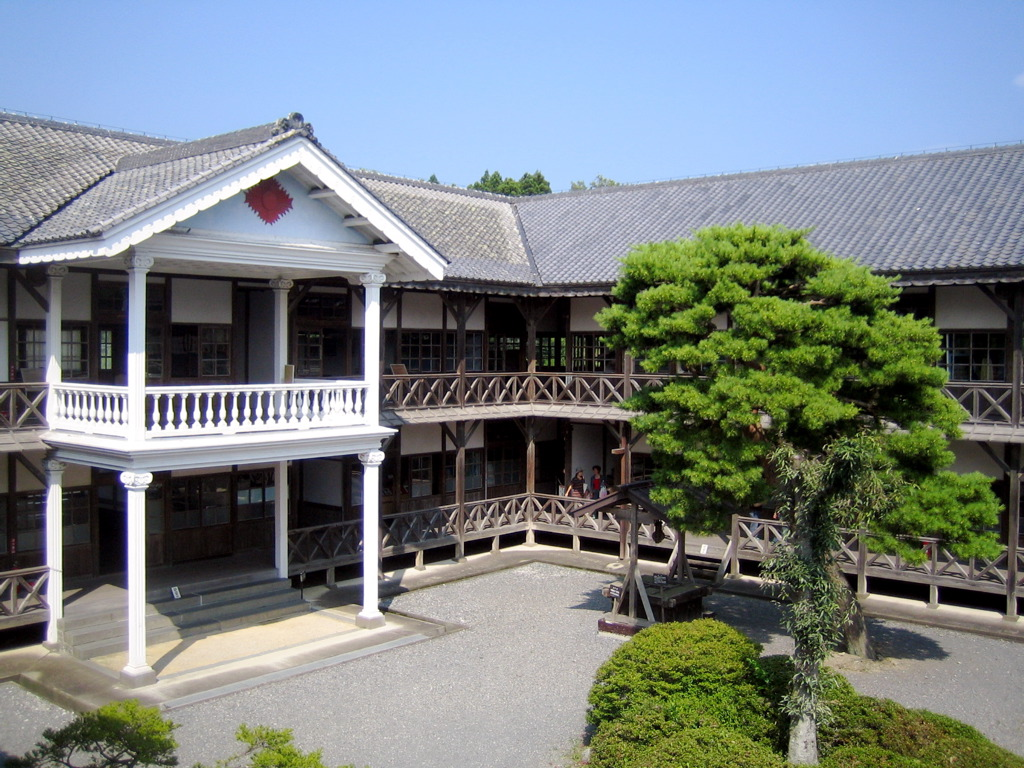
旧登米高等尋常小学校校舎（百音が林間学校生を案内した施設）
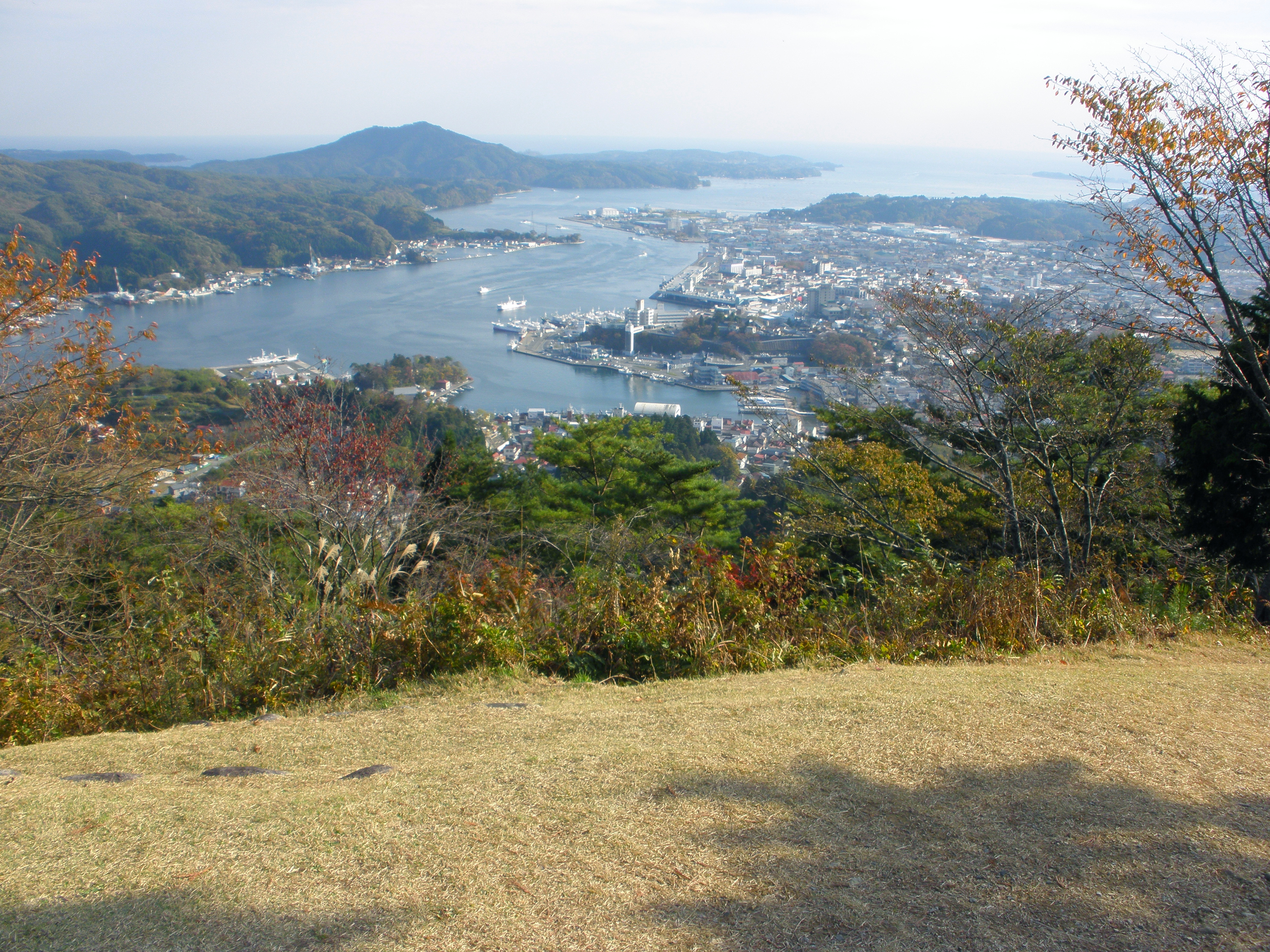
安波山（百音と耕治が東日本大震災時、炎上する亀島を見た場所）
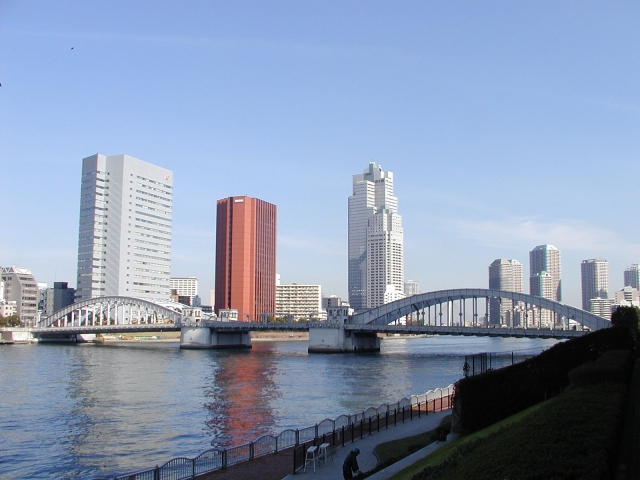
勝鬨橋（上京したモネが勤務するウェザーエキスパーツへの通勤路）
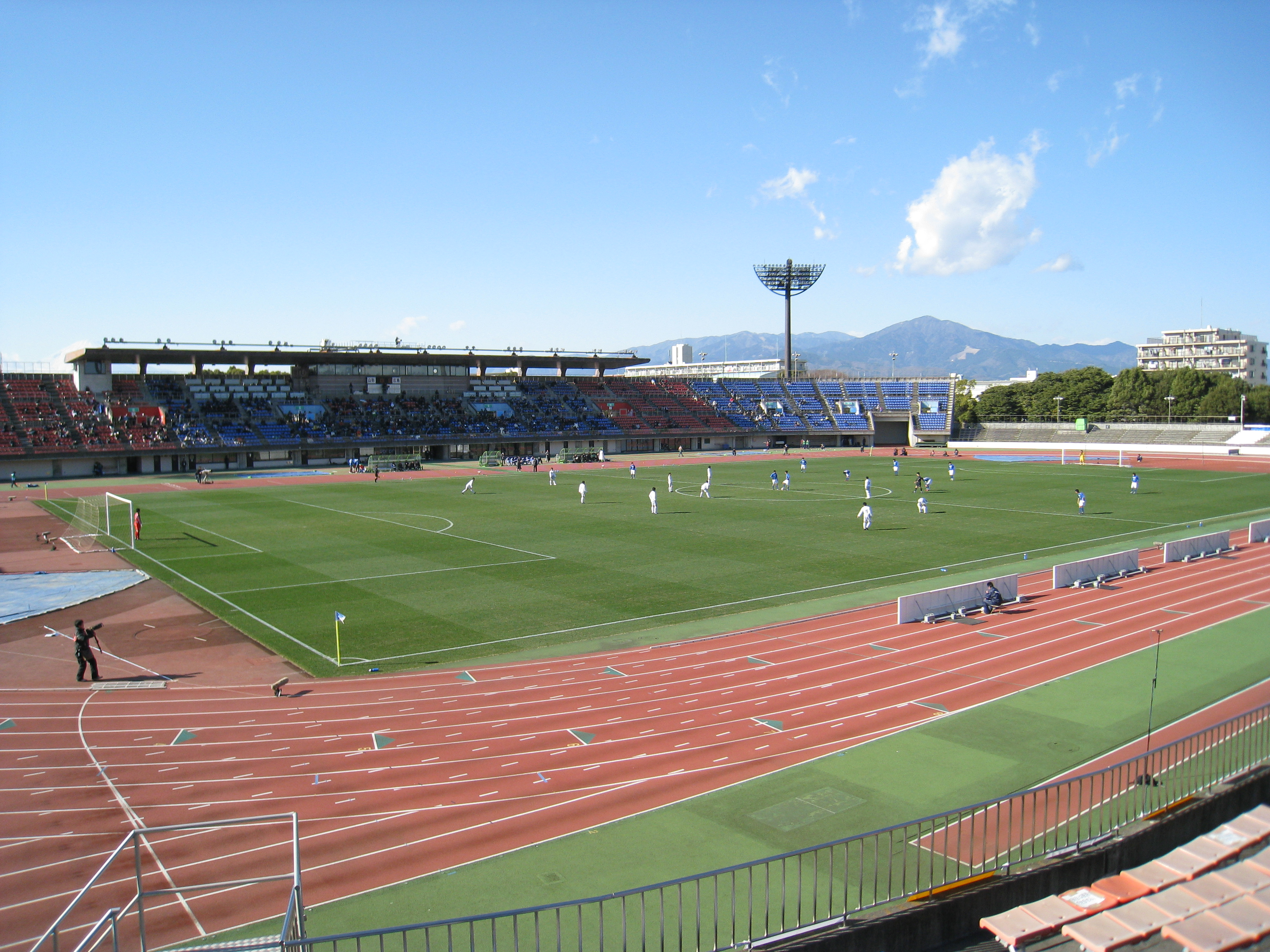
レモンガススタジアム平塚（車いすマラソン強化指定選手選考会会場）

## あらすじ
各種メディアにおいて第1週 - 第9週を登米・気仙沼編、第10週 - 第19週を東京編、第20週 - を気仙沼編と報じていることから、節タイトルはこれに準じる。
- 登米・気仙沼編では、震災の時の経験から無力感に囚われ、故郷の気仙沼の島を出た主人公の永浦百音（モネ）が、誰かの役に立つ道を模索し、気象予報士の資格を取得して上京するまでが描かれた。
- 東京編では、百音が気象予報士としての経験や、医師の菅波光太朗との関係を通して、どのように人の役に立ちたいか考えを深め、帰郷を決断するまでが描かれた。
- 気仙沼編では、帰郷した百音が登米や東京での経験を通して、地域や親しい人々のために力を尽くそうとする姿が描かれた。

### 登米・気仙沼編

#### 第1週 - 第4週（2014年5月 - 8月）
宮城県気仙沼市の気仙沼湾沖にある離島・亀島で育った永浦百音（モネ）は、高校卒業後、島を出たい一心で登米市の山林地域である米麻町に移り住み森林組合に就職する。2014年5月、18歳の百音は夢や目標が無いことに悩むある日、下宿先の家主・新田サヤカに彩雲を教えられて魅了され、気象予報士の朝岡覚と出会い天気を予測し的中させる様子に驚愕する。朝岡に同行して北上川の移流霧を見た百音は、気仙沼の気嵐（けあらし：冬に海面に発生する霧）を思い出し、「あの日、何もできなかった」と涙を見せる。
百音が森林組合に正式採用された日、父・耕治が心配のあまり登米を訪れるが、百音は「ここで自分の進む道を見つけたい」という思いを伝える。その直後、百音は林間学校でやってきていた小学生の一人・福本圭輔と山中で突然の雷雨に見舞われ遭難するが、朝岡と診療所の医師・菅波光太朗の電話での指示に従い無事救助される。圭輔の父から「あなたのおかげで助かりました」と感謝された百音だが、菅波からはその言葉は麻薬だと言われ、さらに職員としての意識の低さを叱責される。
一方で朝岡から「海を知り、山を知ろうとしているなら、空のことも知るべき」と勧められた百音は気象予報士試験の参考書を読み、合格率わずか5%の難関であると知って驚くが、「気象予報士はいのちを守る仕事です」との文言に興味を抱く。参考書の難しさに面食らう百音だったが、気になった空模様を携帯電話で撮影しては名前を調べ勉強する。
やがて8月になり、祖母の雅代の初盆で帰省した百音は、3年前の震災での記憶が甦る。発災時、受験した高校の合格発表を見るために耕治とともに仙台にいたことから、亀島に戻るのに数日を要する。島が災害に襲われた時にその場にいなかったことで、無事に再会した幼馴染たちや妹の未知との意識の断絶を感じる。そして復旧が進む中で、落ち込み続ける未知を励まそうとするが、「お姉ちゃん、津波見てないもんね」と拒まれた言葉に衝撃を受ける。無力感に囚われた百音は、震災まで夢中になっていたアルトサックスの演奏を再開しないかと耕治に勧められても、「音楽なんて何の役にも立たない」と拒んでしまっていた。
こうした経緯から、故郷に複雑な思いを抱えていた百音だったが、家族や幼馴染との日々を過ごす中で、漁師となった幼馴染の及川亮や、牡蠣の地場採苗の研究に取り組む未知、牡蠣養殖を営む祖父の龍己との会話から、漁業と天気の予測が密接に関わっていること、登米の山を豊かにすることが気仙沼の漁業にもつながっていることを知る。そして朝岡の勧めを思い出し、気象を学ぶことで人の役に立てる道があるという希望を胸に亀島を後にする。

#### 第5週 - 第9週（2014年8月 - 2016年3月）
亀島から船で本土に渡った百音は、町の酒屋で亮の姿を見かける。亮は、震災のあと酒浸りになり、たびたび暴れてしまう父の新次と暮らしていて、もう酒を売らないよう店主に頼み込んでいた。別れ際、百音はその様子を心配して「何か困ってるなら聞くから」と伝えるが、亮はその言葉を拒み、笑顔を見せて百音を見送る。
登米に戻った百音はサヤカに広葉樹の商品開発を命じられ、地元小学校の学童机の製作を思いつく。伐採した木材を乾燥させるコストと、半年で4,200個を完成させるという納期の問題で頓挫しそうになるが、気象の勉強や木工職人との会話からヒントを得た百音の再提案を契機に、問題は解決し納品まで辿りつく。同じ頃、菅波のアドバイスで天気の仕組みの絵本を読んでも疑問だらけだった百音は、彼に気象の原理から教えてもらうようになり、2015年1月、初めて気象予報士試験を受験するが不合格となる。
一方、登米でジャズ喫茶を営み、百音の両親とも親交がある田中知久はステージ4の肺がんを患い診療所に通っていたが、次第に病状が悪化して通院が難しくなる。菅波の指導医・中村信弘が訪問診療を始めたが、菅波は回復が絶望的な状況で患者と深くかかわることを恐れ、訪問診療を拒む。百音から余命のあり方に迷っている田中の心境を聞いた菅波は、彼に「迷う時間を作るための積極治療」を提案し、中村の下で訪問診療に挑戦することになる。
百音はその後、森林組合の仕事にやりがいを感じて気象予報士を目指す熱意が薄れ、2度目の受験も思わしい手ごたえがなかった。そんな中、朝岡が部下の野坂碧・内田衛を連れて登米を訪れる。彼らのフィールドワークに協力した百音は気象予報の可能性を知り、朝岡が語る「危険を予測し、備える時間（リードタイム）を作るための気象予報」という考え方に惹かれる。そして、震災後の救援活動にもかかわった彼の「何もできなかったと思っているのは、あなただけではない」という言葉に、気象予報士として仕事をしたいという思いが蘇る。サヤカや職場からは登米の森林を守る後継者として期待され、どちらを選ぶべきか迷うが、菅波に相談するなかで自身の気持ちを確認し、気象予報士を目指す意思を固める。
年末に百音は帰省し、直前に迫った気象予報士試験の勉強に打ち込む。そんな中、母・亜哉子が酒浸りとなっていた亮の父・新次の通院に付き添っていることを知るが、その直後に新次は、震災で失った及川宅跡地で泥酔しているところを保護される。亮の大漁自慢を聞き、喜びを分かち合える妻・美波を震災で失った喪失感に改めて直面したためだった。亮は自らも抱えていた悲しみが堪えきれず、父と思いを分かち合うために母の愛唱歌を歌うが、新次は立ち直ることを拒絶。耕治と亜哉子はそんな新次に寄り添い続ける覚悟を決め、一方で亮は、悲しい過去に囚われず好きな道に進むべきとの思いを幼馴染たちに語る。百音は、気象予報士になったからといって役に立てるとは限らない現実を目の当たりにするが、それでもこの道を進むしかない、と覚悟を決める。
その後、3度目の挑戦となった試験に合格したものの、百音はサヤカにそれを告げることができず、不合格と嘘をつき彼女を不機嫌にさせる。菅波に事情を聞かれた百音は、震災の日、自分の夢のために島を離れた時に身近な人が辛い目に遭ったこと、同じ状況になって怖くなったことを告白する。菅波からサヤカと話すよう促された百音は、嘘をついたことをサヤカに謝って和解。百音は実家に戻り、家族に震災から抱えた苦悩と島を出た理由を話し、未来を予測して誰かを守ることができる気象の仕事をするために上京する意志を伝える。家族はその思いを受け止め、再び登米に戻った百音は、菅波や森林組合の人々に見送られた後、サヤカに旅立ちを告げ新天地へと向かっていく。

### 東京編

#### 第10週 - 第14週（2016年4月 - 10月）
2016年4月、東京に着いた百音はシェアハウス「汐見湯」に落ち着くと、面接を受ける予定の気象情報会社「ウェザーエキスパーツ」（以下「WE社」と記す）の下見に出かける。この時野坂や内田と再会した百音は、一時的な人手不足に陥っていたWE社で社員の代役に駆り出され、Jテレ（JAPAN UNITED TELEVISION）の番組で気象コーナー制作の裏舞台を目の当たりにする。幼馴染の後藤三生、早坂悠人がいる仙台で局地的な強風の恐れがあることを知るものの、全国放送の番組では広範囲に影響を及ぼす事象の方が優先される現実を見て、百音は朝岡に「気象予報士として、自分の大切な人たちを守りたい」という思いを吐露する。朝岡からはその思いを大切にするように言われるが、汐見湯で隣の部屋に住むことになった幼馴染の野村明日美からは「モネは私たちのことを心配しすぎ」と指摘される。
百音は番組での貢献が評価されてWE社に採用が決まり、同僚の神野マリアンナ莉子が出演する屋外気象中継の担当となる。4か月後、局地的な豪雨でアンダーパスが冠水し、車が水没する事故が発生したことから水難事故の注意喚起ばかり繰り返すようになり、「子供が海を怖がる様になった」と視聴者の苦情が寄せられる。汐見湯のコインランドリーで思い悩んでいたところ、菅波と再会し、そのアドバイスで肩の力を抜いて取り組めるようになる。
その後、台風8号が東北地方の太平洋側を直撃することを知った百音は、観測史上前例がなく過去の経験が役に立たないことを危惧し、具体的な対策を実家に伝え、朝岡の気象解説にも同様の内容を盛り込んでもらう。後日、家族や島の人から感謝され、ようやく役に立てたと喜ぶが、神野には「人の役に立ちたいというのは、結局自分のためじゃん」と言われて考え込んでしまう。
その直後、車いすマラソン選手・鮫島祐希を気象面からサポートすることになり、菅波もドクターとして加わる。サポートが功を奏し、鮫島は9月の選考レースで強化指定選手に選ばれるが、その中で鮫島の期待に応えようとする思いが先走って衝突した経験から、百音は菅波にかつて言われた「『あなたのおかげ』という言葉は麻薬」の真意を訊ねる。新人時代、ホルン奏者・宮田彰悟の肺がんを発見したことを感謝され、半年後の演奏会に出演したいという希望に応えようとするあまり、判断ミスで演奏家生命を奪った菅波の後悔を聞いた百音は、うなだれる彼の背中を優しく手でさする。
10月に入り、東北地方のある町で土石流が発生したとの報道で朝岡の表情が一変する。8年前の豪雨の際、家の中の安全な場所で過ごすよう呼びかけたものの、大規模な土砂災害で集落ごと飲み込まれたことに衝撃を受けていた。さらにその後、同じ場所で災害が頻発するようになり、そうした地に住み続けることの意味について思い悩む。一方、牡蠣の品評会の受賞のため上京した龍己と耕治が汐見湯に突然現れ、百音と菅波が親しくしていることを知る。翌日、耕治はWE社で朝岡と出会い、朝岡が吐露した悩みに対して、土地に住み続ける人はそこに宿る人々の思いも受け継ごうとしているように見えることや、娘たちには土地に縛られずに明るい未来へ向かってほしいという思いを語る。耕治の話から、それぞれの土地で大切なものを守る人々に気象情報を伝えることで、幸せや喜びを届けることができるという信念を朝岡と確認しあった百音は、神野の後任として打診されていた中継キャスターを引き受けることを決める。

#### 第15週 - 第17週（2016年11月 - 2017年3月）
やがて、静岡出張のついでに汐見湯を訪れた未知に、菅波に会ってみたいと言われた百音は、翌週末に会う約束を取り付ける。その頃気仙沼では、震災で行方不明となっている美波の母・横山フミエが訪れ、自分の老いへの心配などのため、美波の死亡届を提出するよう新次に哀願する。新次は自分が美波の死を決めることになるのかと苦悩し、再び酒に溺れて暴れる。築地市場見学のついでに汐見湯を訪ねていた亮は、警察からの電話でその騒動を知り、帰りの漁船に戻らず行方をくらましてしまう。誰からの電話にも出なかった亮は、百音からの電話には応答し、「もう全部やめたい」「モネしか言える相手いない」と話す。亮に片思いする未知は、彼が自分ではなく百音に本音を漏らすのを聞いたことを発端に、以前から抱えていた百音への複雑な心境や自身の苦悩を、亮を主語にして百音にぶつける。
翌朝、百音は亮を連れ戻しに向かう。その後、菅波がデートを約束していた百音を迎えに汐見湯を訪ねるが、未知は菅波に「姉は通じ合っている幼馴染のもとに向かった」と言い、明日美に窘められる。菅波はその後、WE社の依頼を受け、資料を渡すためにWE社を訪ねる。野坂、内田、神野との雑談の中で百音との関係や震災の話になり、内田の「誰にでも何かしらの痛みはある」という言葉を受け、菅波は医療に通じるものがあるとし、「身体の痛みも心の痛みも、本人にしかわからない」と語る。
汐見湯では百音と亮が戻り、仙台から三生、悠人も駆けつける。それぞれの震災への思いを語る中、今の境遇に諦めを見せる亮に、三生は諦める必要はない、もう普通に笑おう、と訴える。その後、コインランドリーで百音と2人になった亮は、前日の電話に触れ、「わかってんでしょ」と彼女の腕を掴んで引き寄せる。「（亮のことを）かわいそうとか絶対に思いたくない」と拒まれても「それでもいい」と迫るが、百音は「これで救われる？」と突き放す。そのやりとりを裏で聞いていた未知は、百音に「正しいけど冷たい」と言い、今後、自分が亮のそばに居続ける決心を告げる。
やがて亮は未知らとともに汐見湯を後にする。一方、気仙沼では新次が、「これ（死亡届）に判を捺したら、亮も楽になるし美波も喜ぶのかな」と語り、亮が戻ったらちゃんと話をすることを耕治と亜哉子に伝える。
翌日、菅波が百音を訪ね、東京を離れて登米での地域医療に専念したいことを伝える。それを聞いた百音は菅波の手に触れ、前日に自分に縋ってきた亮を拒んだにもかかわらず、菅波と離れるのは嫌だと思ってしまっていると語る。触れていた手を引こうとした百音を抱き寄せた菅波は、百音が抱える痛みは自分にはわからない、けれどわかりたいと思う、と告げる。
心が通じ合った2人だが、菅波が東京を去る直前の2017年3月、菅波の多忙で会えない日々が続く。一方、Jテレでは気象キャスターを務める神野のコーナーで視聴率が落ち、改善を求められる。朝岡の提案で同じチームの内田もキャスターに起用され、しかも内田の方が数字が取れている事実に神野はさらに落ち込む。汐見湯で「ハッピーに生きてきた自分には何もない」と言い、百音に「傷ついた経験がある人は強い」と言う神野の言葉を聞いた大家の井上菜津が、「それはダメよ」と話し始める。かつて、性格に合わない無理がたたって心身に支障をきたし、外に出ることができなくなった幼馴染の宇田川のことを念頭に、人は傷つく必要はないこと、それでも何らかの事情で目の前にいない人を思い出してほしいことを語る。その後、神野は悪天候に落胆する視聴者の姿を想像し、語りかけるように伝えるようになる。
やがて菅波の引っ越しが迫った日、百音は一人で菅波の部屋の片づけをしながら、地元に戻って仕事をすることを考えていると電話で菅波に話し始める。それを聞いた菅波が15分だけ会おうと提案し、川沿いのテラスで落ち合う。ようやく会えた菅波に、百音はずっと会いたかった思いを吐き出し、預かっていた合鍵を投げ返す。それを片手でキャッチした菅波は、今後、百音の投げるものなら全部取る、と誓う。以後、ふたりは遠距離恋愛を続ける。

#### 第18週 - 第19週（2019年9月 - 10月）
時は流れて2019年9月。百音はWE社の仕事にも慣れ、全国の市区町村に気象予報士を派遣し気象に関するコンサルティングを行う新事業を提案する。しかし社長の安西和将から、これが実現したら地元に帰るのかと問われ答えに窮する。その頃、関東の南から台風が接近し対応に追われるが、首都圏では最悪の事態を免れて落ち着くかに見えた矢先、長野県の指定河川・番場川で氾濫の危険が迫っていることを朝岡が発見。Jテレでは情報収集に追われたため出演できない内田・神野の代わりにデスクの高村沙都子が自ら出演して緊急事態を伝え、WE社では朝岡がインターネット配信で避難を呼びかける。やがて番場川は氾濫し、百音はどれだけの人が避難できたのかと気に掛けるが、朝岡は「成果を求めてはいけない」と戒める。しかし、百音の「誰かの役に立って感謝されたい」という思いが東京に来た時と変わっていないことを知ると、百音が地元で、顔が見える相手への仕事を本気でやりたいのなら応援すると語る。
その時、朝岡が開設したWE社のWebサイトに、百音の実家の近くで竜巻が発生したとの投稿が寄せられる。家族の無事を確認して汐見湯に戻った百音を菅波が訪ね、結婚したいという思いと、近々東京に戻ることを告げるが、その時、百音は明日美からの電話を受け、実家の牡蠣棚や倉庫が被害を受けていることを知らされる。家族に連絡を取ろうとするものの電話が繋がらず慌てる中、また「何もできなかった」と言うのかと菅波に促され、急いで気仙沼に向かう。亀島と本土を結ぶ亀島大橋が新しく開通しており、その日の夜中に実家にたどり着く。近所の人たちも集まり、急いで回収した牡蠣の処理が賑やかに行われている中、百音は自分にできることをやりたいと作業に加わる。そんな中、三生が酔った勢いで実家の寺を継ぐことを宣言し、その場で幼馴染の手で、そして最後は父の手で剃髪が行われる。そうした様子を見た百音は、役に立ちたいという以前に、大切な人たちと一緒にいたいというのが本心だったことに気づく。翌朝、百音と未知は、互いに震災から抱えてきたわだかまりを打ち明け、家に戻りたいという百音に、未知は2人で気仙沼ごと盛り上げようと応える。
汐見湯に戻った百音は、菅波に気仙沼へ戻ることを告げ、結婚は保留となる。そしてWE社で気象予報士の派遣について再提案を行い、最初の提案の時には話せなかった、故郷のために仕事をしたいという思いを語る。意気に感じた安西は「ビジネスとしては甘い」と評するが、「ブービー賞」として、基本給のみの待遇と2年で結果を出すことを条件に気仙沼へ派遣されることになる。

### 気仙沼編

#### 第20週 - 第21週（2019年11月 - 12月）
2019年11月、気仙沼に戻った百音は早速、市役所に勤める悠人の仲介でさまざまな市の部署を回るがうまくいかず、ボランティアでコミュニティFMの天気予報を始める。永浦家に幼馴染が集まった夜、地域のために仕事がしたいという思いを亮から「きれいごとにしか聞こえない」と言われるが、「そう言われても仕方ない」と返す。ラジオで放送を続ける中、地域の人々と交流し、天候に左右されるアワビの開口（資源保護のため日時を限定したアワビ漁）の実施日の判断や、秋祭りの当日に強風が吹くことを事前に伝えて危険を回避するなど、気象予測が役に立って人々から感謝される。
百音はラジオの活性化のため三生をパーソナリティに起用することを提案し、地域の気象防災の実現に向けて亀島から着手する。一方未知は、研究が評価されて東京の大学に誘われていること、祖父の龍己が牡蠣の養殖業を終わらせたい意向であること、そして亮との仲が進展せず、何を選んで進むべきか思い悩んでいた。龍己は、亜哉子が義母（雅代）の介護のために小学校の教員をやめたと思い、これ以上負担をかけたくないと考えていたが、亜哉子は介護が理由ではなく、震災の日の夜、教員として児童を守る立場でありながら、母として娘たちのことを心配し学校を出ようとしてしまったことで抱えた罪悪感や、震災後の大変な状況のために続けることができなかったというこれまで秘めていた本音を語り、今後も龍己の手伝いをしたいと告げる。龍己は、竜巻の被害を免れた残りの牡蠣棚で事業を続けることを決め、耕治は子供と触れ合う仕事を望む亜哉子に塾の開設を提案する。

#### 第22週 - 第23週（2019年12月 - 2020年1月）
百音の祖母・雅代の七回忌で新次と亮が永浦家を訪れる。2人はこの時点で別居しており、新次はイチゴ農家の手伝いをする中で、漁師とは異なる「作物を育てる楽しさ」を経験するようになっていた。新次が好みそうな中古船の購入を考える亮は、耕治に資金計画を見せ、頭金がもう少し必要とのアドバイスを受ける。気仙沼では不漁が続いていたが、亮は資金を稼ぐため新年の漁でクロマグロを狙うことを提案し、親方の同意を得る。一方、百音は事業の成果が出ず苦悩するが、サヤカからは「たったひと月やそこらで甘い」と言われ、菅波からは「自分で選んだんでしょう」とメッセージを受け、気仙沼でやってゆく決意を新たにする。
年が明けて亮たちの出港後、三陸沖で大しけとなる可能性を察知した百音は、野坂と協力していち早く予報を発表する。多くの漁船が無事に港に戻るものの、亮が乗った船はマグロを狙って遠出していたため低気圧に巻き込まれてしまう。転覆の危険もある中、百音は野坂・内田と見解をすり合わせて6時間ほどその場にとどまるよう漁船に伝え、漁協に駆けつけた新次は同じ見解とともに現場での対処法を伝える。皆が無事を祈る中、船は港に戻り、未知は亮を迎えに行く。2人の思いがすれ違う中、百音は亮が繰り返す「大丈夫だから」の真意を尋ね、他人を受け入れられない本音を吐露した亮の手を未知が握る。「幸せになってもいいのかな」と漏らす亮に、未知は小さく頷く。しかし亮は、まだケリがついてない、と言い残して去る。
翌日、百音から亮の漏らした言葉を聞いた新次は耕治を訪ね、行方不明のままの美波の死亡届を出し、得られる金を亮が購入する船の資金にしたいと言う。嵐の夜、新次が亮の無事を必死に祈った相手が美波だったことで、その死をいつしか受け入れていたことに気づいたのだった。亮は新次に一緒に船に乗ってほしいと願い、そのためにこれまで生きてきたと話す。しかし新次は「元に戻ることだけが、いいこととは思えねえ」と言い、自分が船に乗るのは美波の存在が前提で、それを失った以上、船に乗るのは「あの日」で終わりにしたいと語る。亮は新次の決心を受け入れ、そして亮や永浦家の全員が見守る中、新次は美波の死亡届に判を捺す。
一方、気仙沼で銀行に勤めている耕治は、仙台にある本店での部長職への昇進を打診されたものの、銀行員としては十分にやり切ったという思いから、銀行を辞めて永浦水産の仕事をしたいと龍己に伝える。龍己は今さら海の仕事ができるわけがないと拒むが、耕治は、銀行員として町の人たちの相談に乗る中で、震災後にすぐに筏を組み直し、漁業を再開した龍己の姿が人々の励みになっていたことを語る。そして、そうした存在を失くしてはいけないと龍己に頭を下げて頼み込む。龍己は「簡単に言うな」と叱るが、「簡単じゃない、だからやるんだ」という耕治の熱意を受け入れる。翌朝、龍己は百音に対し、耕治は自分と同じやり方では無理だが、変えるべきものはとっとと変えて大事なものを守っていけばいい、と語る。百音も、養殖業に気象予測を活かせないかと模索を始める。

#### 第24週（2020年1月 - ）
それから少したった2020年1月13日、結婚に向けた挨拶のため菅波が気仙沼を訪れる。百音のラジオ放送中、亮から大事な人を失くす怖さについて尋ねられた菅波は、人は未来に対して無力だとし、「せめて今、目の前にいるその人を大事にするほかに、恐怖に立ち向かうすべはない」と語る。
永浦家を訪ねた菅波は、養殖業にICTや気象予測を役立てようと考える耕治に、医療でも他業種の力を借りることで新しいアプローチが生まれている、と意気投合する。百音とはそれぞれ違う場所で仕事をしながら、1つの目標に向かうという関係について、簡単ではないが2人で乗り越えていきたいと話し、家族の理解を得る。しかし翌日、新たな感染症発生の可能性があり、呼吸器の医師が必要との連絡を受けた菅波は急遽東京に戻る。
一方、菅波と別れた後、未知と会った亮は、時折何かに縛られるように苦しさを見せる未知を、いつか笑えるようにすると誓い、ようやく2人の気持ちが通じ合う。それでも大学への進学を迷う未知は、百音に震災の日のことを尋ねられ、避難しようとしない祖母の雅代を置いて津波から逃げたことを告白し、そんな自分を許すことができず「ここで何かの役に立てればいつか……」と語る。百音は、菅波から永浦家での話を聞いて気仙沼を訪ねてきたサヤカと再会し、島を離れて登米で過ごした時間が今の自分につながっていることや、そういった場所が未知にあったのだろうかということを思う。そして自分がサヤカのように、未知を快く送り出し、受け入れられる存在になりたいと考える。後日、浜辺に未知を連れ出した百音は、記憶は消せないとしても、今後ずっと「みーちゃんは悪くない」と言い続けると誓う。そして、これからは自分が島がいるから、未知は好きなところに行けばいい、と語り、2人は固く抱き合う。
やがて、未知の大学合格と亮の漁船購入を祝うために集まった幼馴染たちの前で、百音は震災の日以来開けられなかったアルトサックスのケースを開ける。楽器とともに出てきたのは、震災の翌日に予定されていた卒業コンサートのチラシ。それを見ると無力感に囚われていた自分に戻ってしまうのではないか、という怖れを克服した百音に、未知と亮が「おかえり」「おかえり、モネ」と声をかける。そして、亮は自らの船で海へと漕ぎ出し、永浦家もそれぞれの新たな道を歩み始める。
数年後、亜哉子や子供たちと浜辺で過ごした百音のもとに菅波がやってくる。会うのは2年半ぶり、そして太陽も久しぶりという菅波に、百音は接することをためらうものの、彼の「いいと思いますよ、もう」という言葉を受けて抱き合い「本当に、お疲れさまでした」と労う。そして2人は手を繋いで歩み出していく。

## 登場人物

### 永浦家
永浦百音（ながうら ももね）
演 - 清原果耶（2歳時：池村碧彩、幼稚園時：吉田帆乃華、小学2年生時：池村咲良、小学高学年時：櫻井歌織）
本作の主人公。愛称「モネ」は、妹の未知が「モモネネエちゃん」を縮めて「モネ」と呼んだことに由来する。劇中では多くの人物にこの名で呼ばれる。
1995年9月17日、台風で海が荒れた日に誕生し、気仙沼の離島・亀島で育つ。父・耕治の影響で幼い頃からの音楽好きだった。
中学校では吹奏楽部を一から立ち上げアルトサックスを担当し、仙台の高校の音楽コースを受験するが不合格。合格発表の帰りに父と仙台のジャズバーに寄り道するなかで東日本大震災に遭遇。数日後、父と共に亀島に戻ったが、家族や同級生がそれぞれの立場で懸命に生き抜く中、被災経験を共有できず、何の力にもなれなかったことに苦悩を抱え続けることになる。
大学受験に失敗した後、祖父と親交がある新田サヤカの家に下宿し、登米市の米麻町森林組合に就職する。誰かの役に立つ生き方を模索する中、朝岡と出会い、漁業（家業）にも、林業（森林組合）にも役立ち、命を守る仕事という点に惹かれ気象予報士を志すようになる。
3回目の挑戦で気象予報士試験に合格した後、上京して朝岡が勤める気象情報会社「ウェザーエキスパーツ」に入社。テレビ局で報道番組の気象コーナーの制作に加わった後、中継キャスターとして出演するようになるが、その後、マスコミよりも地元での仕事を志すようになり、気象予報士を地域に派遣する事業を提案し、営業所への転勤という形で故郷に戻る。
気仙沼ではコミュニティFMで天気予報を伝えつつ、気象情報を地域に役立てようと様々な取り組みを進める。
登米で出会った菅波と心が通じ合い、結婚する意志を伝えられたが、それぞれまずは自分の仕事に取り組む道を選ぶ。
永浦耕治（ながうら こうじ）
演 - 内野聖陽
百音と未知の父。
みやぎ銀行の気仙沼支店に勤め、2020年4月からの本店営業部長への異動を打診されるが、その頃、父の龍己が家業を畳もうとしていることを知り、銀行を辞めて後を継ぐ道を選ぶ。
若かりし頃はジャズトランペット奏者を目指していたが、自身の発する音質に暗さや哀愁が無く適性が無いことを悟り断念。大学卒業時のバブル景気末期、日々命がけで仕事をする漁師よりもやりたい仕事として銀行に就職した。家庭では優しい父親であり、幼い頃の百音が楽器に興味を持ったことをきっかけに、音楽に夢中になる彼女をサポートし、彼女の中学時代は吹奏楽部の指導者を買って出た。百音の高校受験の合格発表を仙台へ一緒に見に行き、不合格に落ち込む彼女を慰めようと昔馴染みのジャズバーに寄り道している中、東日本大震災に遭遇した。その後、百音が音楽の道を断念する際も最初は説得を試みるものの、最終的に彼女の意思を尊重して受け入れた。
家族だけではなく、実家の寺を継ぐことに葛藤を抱える三生を励まし、震災で生活の基盤を失った及川家を助けようとするなど、周囲の人々にも力を尽くそうとする一面がある。
永浦亜哉子（ながうら あやこ）
演 - 鈴木京香
百音と未知の母で元教員。牡蠣の養殖業を手伝っている。
耕治とは対照的に、怒ると怖い一面がある。
仙台出身で、若かりし頃は、耕治が奏でる明るいトランペットの音に心を奪われ彼に恋をした。交際を申し込むも「島に忘れられない女がいる」と断わられるが、彼のトランペットの音を肯定し音楽界に怒りをぶつけたことを機に彼の心を掴むこととなった。
東日本大震災発生時は、亀島を離れて職場である気仙沼の小学校にいた。教員をやめた本当の理由は家族にも打ち明けておらず、義母の雅代の介護のためということにしていたが、発災後、児童を守るために学校にとどまる中、自分の娘たちへの心配が募るあまり学校を抜け出そうとしたことがあり、その罪悪感と震災後の対応の大変さから教員をやめる決意をしたことを8年後に初めて告白する。
亀島と本土（気仙沼の市街地）を結ぶ亀島大橋が開通したのを機に、再び子供と接する仕事をしたいと考え、耕治の提案を受けて塾を始める。
永浦未知（ながうら みち）
演 - 蒔田彩珠（乳児期：作間夏南、5歳時：寺田藍月）
百音の2歳年下の妹(1997年生まれ)。愛称は「みーちゃん」。
中学時代は百音と亮に勧誘され吹奏楽部に入部、クラリネットを担当した。
卒業コンサートの練習中に東日本大震災に遭遇。他の家族は島にいなかったため、雅代を避難させようとしたが、雅代が動こうとしないために一人で逃げたことを、8年後に百音に告白する。
その後、水産高校を卒業し、宮城県の公務員となって水産研究科（気仙沼水産技術センター）に配属されるが、高水温に強いワカメの品種に関する研究が評価され、東京の大学教授から本格的に研究をするよう誘われたことをきっかけに、大学へ通うことを選ぶ。
子供の頃から亮に好意を抱いていたが、百音の上京後、苦境にある亮のそばに居続けることを決め、やがてその思いが通じる。
永浦龍己（ながうら たつみ）
演 - 藤竜也
百音と未知の祖父。気仙沼で牡蠣の養殖業「永浦水産」を営んでいる。かつては遠洋漁業をしていた。
サヤカが催した植樹祭に孫の百音や未知を連れて訪ねるなど、以前からサヤカと親交があった。
その理由について、登米の山から北上川を流れる水が石巻で育てる種牡蠣の養分になり、それを買って育てている気仙沼の養殖業にもつながるからと百音に語る。
加齢による身体の衰えと、竜巻で牡蠣棚の一部が被災したことから事業を畳もうと考えるが、亜哉子や未知の説得で考え直し、やがて事業を継ぎたいと申し出た耕治の熱意に、後を託すことを決める。
永浦雅代（ながうら まさよ） / 語り
演 - 竹下景子
百音と未知の祖母で、本作の語り手。
かつては永浦家で民宿を営み、「島の里親制度」の受け入れも行っていた。
劇中では故人で、死後は牡蠣に生まれ変わって登場人物たちを見守り続けていたが、龍己が汐見湯でふるまったカキとして食べられた後、百音が持つ小さな木の笛（百音が米麻町森林組合に就職した頃、連れ戻そうとした耕治が百音のために作ったもの）に転生して芽を出す。
百音がそれを育て、鉢植えとなって帰郷する。やがて、その鉢を見たサヤカと龍己が、また登米の山に植えようと意気投合する。

### 百音の同級生とその家族
及川亮（おいかわ りょう）
演 - 永瀬廉
百音の幼馴染で同級生。未知が通う水産高校のOB。愛称は「りょーちん」。
中学時代は百音に誘われ吹奏楽部に入部しトランペットを担当。卒業コンサートの練習中に東日本大震災に被災し、母の美波を失う。
高校卒業後に漁師となり、失意で酒に溺れた父の新次と仮設住宅で暮らしていたが、その後別居。震災で船を失い、海に出ることを諦めた父の思いを継いで漁船を購入する。
震災後、妻を失って立ち直れなくなった父の姿に、自らもいずれそのようになることを恐れ、他人との深い付き合いを避けるようになる。
ともに気仙沼で働く未知と親しくしつつも、一線を引いてきたが、父との和解後、未知が抱えてきた苦しさを受け止め、力になることを誓う。
野村明日美（のむら あすみ）
演 - 恒松祐里
百音の幼馴染で同級生。愛称は「スーちゃん」。
中学時代はモネに誘われ吹奏楽部に入部しフルートを担当。卒業コンサートの練習中に東日本大震災に被災した。
高校卒業後に亀島を出て、仙台の短期大学の保育科を卒業。SNSを通して誘われた東京のアパレルショップに就職する。
上京後は都内のリロケーション物件に住む予定であったが、家主が急に結婚して帰宅することになったため入居できなくなり、百音と一緒に汐見湯に入居する。
亀島では亮に好意を寄せ続けていたが、上京後、百音の先輩の内田が元モデルと知って関心を持ち、服選びを手伝ったのを機に恋仲となる。
百音の帰郷後も東京で暮らす。
後藤三生（ごとう みつお）
演 - 前田航基
百音の幼馴染で同級生。西暦894年に創設された寺「星明寺」の住職の息子。まわりからは「みつお」と呼ばれる。
中学時代はモネに誘われ吹奏楽部に入部しトロンボーンを担当。卒業コンサートの練習中に東日本大震災に被災した。
高校卒業後は仙台の仏教系大学に進学するが、震災で多くの人を見送ったのを目の当たりにしたことから一時は寺を継ぐことを拒み、ロックバンドやラップに傾倒する。
しかし2019年の秋、島の人々や幼馴染の前で寺を継ぐことを宣言し、剃髪する。
その後、星明寺の副住職となり、百音の推薦でコミュニティFM「はまらいん気仙沼」にパーソナリティとして出演するようになる。
早坂悠人（はやさか ゆうと）
演 - 髙田彪我
百音の幼馴染で同級生。卒業コンサートの練習中に東日本大震災に被災した。
中学時代は百音に誘われ吹奏楽部に入部し、ユーフォニアムを担当した。
仙台の大学を卒業後、気仙沼市に就職する。
百音が気仙沼で仕事を始めるにあたり、上司の遠藤との間を取り持ったり、百音の業務スペースを確保するなど協力する。
及川新次（おいかわ しんじ）
演 - 浅野忠信
亮の父で耕治の幼馴染。腕の良さで評判の漁師だった。
百音を出産する際に産気づいた亜哉子を、海が荒れるなかにも関わらず船で本土へ送り届けた。
東日本大震災で自宅や建造したばかりの漁船を流され、妻の美波も失う。それ以来、酒に溺れ度々警察の世話になるが、亜哉子の助けで治療のために病院に通う。
震災後、耕治の強い勧めで再度船を持とうとしたものの、隠していた他の借金が発覚し銀行から融資を断られた経緯から耕治とは疎遠になっていた。しかし、2016年の台風8号の襲来の際、耕治の懇願を受け、亀島の漁船を避難させる。
その後、知人の誘いでイチゴ栽培の手伝いをする中で、元に戻ろうとする以外の道があると気付き、船に乗るのを諦める決心をする。
及川美波（おいかわ みなみ）
演 - 坂井真紀
亮の母。東日本大震災で被災し行方不明となり、新次が長年の苦悩の末に死亡届を書く。
新次や耕治とは幼馴染で、耕治の初恋の相手だった。
誰とでも仲良くなれる明るい性格で、酒に酔うと決まってカラオケの十八番である「かもめはかもめ」を歌っていた。
横山フミエ（よこやま ふみえ）
演 - 草村礼子
美波の実母。美波の死亡届を出すよう新次に依頼する。
後藤秀水（ごとう ひでみ）
演 - 千葉哲也
三生の父で「星明寺」の住職。
大学に進学後、寺を継ぐことを逡巡していた三生を黙って見守り、三生が寺を継ぐことを決めた際には自ら息子の髪を剃る。

### 気仙沼の人々

#### 主な人々（気仙沼）
いずれも気仙沼編（第20週以降）で登場する。
遠藤克敏（えんどう かつとし）
演 - 山寺宏一
気仙沼市役所「はまらいん課」課長。コミュニティFM「はまらいん気仙沼」（災害FMが前身から）を立ち上げた。
災害FMの時から番組のDJを務めている。
小山繁樹（こやま しげき）
演 - 佃典彦
コミュニティFM「はまらいん気仙沼」の代表。
水野一花（みずの いちか）
演 - 茅島みずき
東京の大学を休学して気仙沼に滞在していた学生。町づくりについて学んだことを活かすために活動していたが、自分のできることに限界を感じ、休学を終わらせて東京に戻る。
高橋美佳子（たかはし みかこ）
演 - 山口紗弥加
居酒屋を営む女性。以前、遠藤と共に前身の災害FMを経験したことがあった。ラジオ放送の担い手が減っていることを気にしていた中、新しく天気予報を始めた百音を応援する。
太田滋郎（おおた じろう）
演 - 菅原大吉
気仙沼中央漁協の組合長。
アワビの開口の日の予測や、海の大しけの予測など、百音が伝える情報が役立っていることは認めているが、気象情報サービスの売り込みには頑として応じようとしない。
石井あかり（いしい あかり）
演 - 伊東蒼
亜哉子が小学校の教員をしていた頃の教え子。
震災後、6年間気仙沼を離れていたが、両親の意向で戻ってきている。
百音の伝手で亜哉子と再会し、本当は戻りたくなかったが喜んでいる両親には言えない、という思いを吐露する。
一方で亜哉子は、あかり達の担任だった震災の日やその後の経験に改めて直面し、教員を辞めた本当の理由を家族に打ち明けることを決める。

#### その他の人々（気仙沼）
気仙沼での物語に登場する他地域の人物を含む。
野村道子（のむら みちこ）
演 - 冨樫真
明日美の母。
早坂香織（はやさか かおり）
演 - 相築あきこ
悠人の母。
サックス演奏者
演 - 海野あゆみ
百音が仙台の高校を受験して不合格とわかった後、耕治に連れられて訪ねたジャズバーでライブを行ったサックス奏者。
楽器店 店員
演 - 鹿野仁
気仙沼の市街地で、手入れが終わったトランペットを耕治に渡す。
警察官
演 - 野々下孝、渡邉悠生
仮設住宅で、酒に酔って暴れる新次を保護する。
酒屋店主
演 - 戸石みつる
百音が初めての帰省を終えて登米に戻る際、亮が、父に酒を売らないよう頼んでいた酒屋の店主。
審査部行員
演 - 村上かず
耕治が勤めるみやぎ銀行で、震災後に再度漁船を持とうとした新次への融資の審査を担当。
漁協事務長、漁協副組合長、青年部長
演 - 多田木亮佑、鴻明、熊谷知彦
竜巻に見舞われた永浦家の牡蠣棚の後始末を手伝う。
漁師、氷屋、新港商店、洋品店
演 - おかやまはじめ、鹿野浩明、竹林文雄、あじの純
気仙沼の市民。コミュニティFMで秋祭りの宣伝をする。
その後、祭りの当日に強風が吹く恐れがあるため延期するよう、百音に説得されても半信半疑だったが、その日がアワビの開口の可能性が高いと言われて延期を決める。
ユウタ、ヒナ、麻衣
演 - 前村隆之介、太田結乃、竹野谷咲
気仙沼の子供たち。コミュニティFMで秋祭りの宣伝をする。
金子伸介
演 - 遠山俊也
東京国際海洋大学の教授。未知の研究に関心を持ち、本格的な研究のために大学へ誘う。
雅憲
演 - 番家一路
以前、「島の里親制度」で永浦家の民宿に来ていた少年。民宿を再開しようと考えていた亜哉子の連絡に応じて手紙を送る。
漁労長
演 - 平野貴大
亮とともに船に乗る。気象情報提供の売り込みに来た百音を一蹴する。
若手漁師、漁師A、漁師B
演 - 平川真次、富澤たけし、伊達みきお
亮とともに働く漁師。
村越晴香
演 - 小野寺ずる
気仙沼で農業を営む。近年、降水量が減って苦労しており、百音に相談に訪れる。
農家
演 - 小柳友貴美
海のまち市民プラザの直売スペースに、新次とともに野菜や果物を並べる。

### 登米の人々

#### 主な人物（登米）
新田サヤカ（にった さやか）
演 - 夏木マリ
百音の下宿先の大家で資産家。登米市に広大な山林を保有し、米麻町森林組合の創設者でもある。
独身であり、かつて4度結婚したがいずれも半年で相手に逃げられたという。
伊達家家老の子孫とも言われ、周囲から「姫」と呼ばれることもあるが、新田家の血を引いているわけではなく、カスリーン台風の混乱の中で生まれ、新田家に引き取られたことを百音に語る。
震災後には、復興支援で派遣された人たちのために所有する建物を開放していた。
龍己とは旧知の仲で、その伝手で高校卒業後、島を離れたいと訴えた百音を受け入れる。そして2年間彼女とともに暮らし、上京する際には快く見送る。
菅波光太朗（すがなみ こうたろう）
演 - 坂口健太郎
東京の大学病院・東成大学附属病院に勤める医師。専門は呼吸器。
2014年、指導医である中村の誘いで米麻町森林組合に併設している「よねま診療所」に着任し、彼と交代の隔週勤務で登米市と東京を往復する生活を送っていたが、2017年4月より診療所での地域医療に専念する。
しかし、進歩する医療を学ぶ機会が必要との中村の判断で、2019年秋に東京に戻る。
百音が森林組合に勤めていた頃、気象予報士試験の合格を目指す百音に気象の基礎を教え、迷いを見せる彼女を励ましながら合格へと導いた。
百音の上京後、東京で再会したことを機に仲を深め、遠距離恋愛の末に結婚したい意思を伝えたが、その頃、菅波は東京に戻ることになり、百音が気仙沼に戻ることを決めたため保留となる。
サメ好きであり、百音を初めて誘ったデートも「サメ展」である。
佐々木翔洋（ささき しょうよう）
演 - 浜野謙太
森林組合の課長。
伝統芸能「登米能」をこよなく愛好し、普段の所作にも能らしい動きが表れる。
山林の伐採の現場に立ち合うことが多く、伐採作業員と関係が深い。
川久保博史（かわくぼ ひろし）
演 - でんでん
森林組合の古参職員（参事）。
登米出身の石ノ森章太郎の大ファン。
木材が安く買い叩かれ、林業が奮わない現状を憂いている。
木工職人と関係が深く、森林組合で学童机を製作する際には引退した職人たちの協力を取り付ける。
田中知久（たなか ともひさ）
演 - 塚本晋也
ジャズ喫茶のマスター。通称：トムさん。
ジャズトランペット奏者を目指していた若かりし頃の耕治と、耕治に惚れ込み、口説き落とした亜哉子のことをよく知っており、その馴れ初めをモネに語る。
2014年10月、ステージ4の肺がんの診断書を持ってよねま診療所を訪ねる。積極治療を受けるか迷っていたが、菅波の説得により決断する。
浮気を繰り返したため妻子とは離縁しており、元妻に一目会いたいとメールを送るものの断られてしまうが、その後、孫の写真を送ってもらい、いつか会えることを願って仙台の病院に入院する。
中村信弘（なかむら のぶひろ）
演 - 平山祐介
「よねま診療所」の医師で菅波の恩師。
菅波とは対照的に体育会系でおおらかな性格。
震災後、災害派遣で登米に滞在していたことがある。
菅波を登米に招いた後、診療所を拠点に訪問診療を始める。当初は菅波に協力を拒否されていたが、やがて心境が変化した菅波から積極的な協力を得られるようになる。

#### その他の人々（登米）
菊地里乃（きくち りの）
演 - 佐藤みゆき
カフェ「椎の実」のスタッフ。
木村慎一（きむら しんいち）
演 - アベラヒデノブ
森林組合の職員。
山崎有香（やまざき ゆか）
演 - 佐藤真弓
森林組合の職員。
吉田みよ子（よしだ みよこ）
演 - 大島蓉子
「椎の実」の常連客。
井上千代子（いのうえ ちよこ）
演 - 髙栁葉子
「椎の実」の常連客。
小野文子（おの ふみこ）
演 - 関えつ子
「椎の実」の常連客。
リポーター
演 - 遠山みのり
未知が通う水産高校を取材し、未知にインタビューするリポーター。
町内会長
演 - 渡辺憲吉
サヤカが所有する樹齢300年のヒバの木を、能舞台の修繕に活用するよう川久保とともに説得する。
福本圭輔（ふくもと けいすけ）
演 - 阿久津慶人
迫川小学校の児童。
林間学校で森林組合を訪ねた際、山中で遭難して長時間豪雨に晒され、低体温症で意識を失いかけたが、付き添った百音の看護によって一命をとりとめる。
この時、もうすぐ生まれてくる弟にあげようと木とんぼを作っていたが、その後、百音が小学校を訪ねた際、無事に生まれたことを百音に知らせる。
圭輔の父親
演 - 猪俣三四郎
圭輔の遭難を知り森林組合に駆けつけ、無事救助されたことに安堵し、百音に感謝の言葉をのべる。
谷口先生、川村先生
演 - 山口森広、菊池佳南
林間学校で米麻町森林組合を訪ねた引率の先生。
千葉颯太、片山大輔、女子児童
演 - 土田諒、神尾優典、磯谷萌々子
林間学校で米麻町森林組合を訪ねた児童。
バスの運転手
演 - 渡部ギュウ
百音が初めて登米から気仙沼に帰省する際、乗車するBRTのバスの運転手。
戸倉のおばちゃん
演 - 千葉登喜代
百音が初めて登米から気仙沼へ帰省する際、BRTのバスに乗り合わせて会話をする。
会話の内容から、「戸倉」は南三陸町の戸倉地区に相当する場所と考えられる。
震災後は登米で暮らしているが、もとの場所の畑で野菜を栽培するために行き来している。
伊藤さん（いとう さん）
演 - 原金太郎
木工職人。森林組合で学童机を製作する際には引退した職人仲間を集めて協力する。
熊谷さん（くまがい さん）
演 - 山本亨
作業員。通称は「クマさん」。
山番頭と呼ばれ、山林の植生に精通している。複雑な地形の中で気象を読むことにも長けている。口数は少ない。
森林組合作業員
演 - 政修二郎、大津尋葵
熊谷のもとで伐採を行う作業員。
教育委員会職員
演 - 剣持直明、小林由梨
米麻町森林組合の学童机の製作に関して交渉する職員。
伝説の匠
演 - 山田良行
米麻町森林組合での学童机の製作に協力する元職人の一人。その仕事を木村が「寸分の狂いもない」と絶賛する。
中本隆
演 - 若尾義昭
東英大学教授。
木の年輪から過去の気象を調べ、未来の気候変動を予測することに繋げる年輪気候学の研究を行っている。
サヤカが所有する樹齢300年のヒバの木について調べたいと、朝岡に同行して米麻町森林組合を訪ねる。
職人
演 - 千葉清次郎
能舞台の修繕を担当する職人。
宮司
演 - 小杉幸彦
よねま神社の宮司。伐採したヒバの芯去材の保管を引き受ける。
サヤカが所有するヒバの木の伐採後、充分乾燥させるのに50年かかる芯去材の保管場所が懸案となっていた。
百音が、過去の記録から水害や土砂災害に遭っていない場所として神社に着目し、川久保や佐々木から熱い説得を受ける。
最終的に百音から、地域に何かあった時にその木が役立てばいい、と言われ、土地を守る神社の役割にもかなうとして引き受けた。

### 東京の人々

#### ウェザーエキスパーツの人々

##### 主な人々（WE社）
朝岡覚（あさおか さとる）
演 - 西島秀俊（大学生時：粟大和）
気象情報会社・ウェザーエキスパーツに所属するベテランの気象予報士。
気象キャスターとして人気を博していたが、鮫島のサポートが成功したのを機に降板し、スポーツに気象予測を活かすスポーツ気象に専念する。
震災救援ヘリのための気象データ収集で登米市を拠点として活動していたことがある。それ以前、東北地方の土砂災害の被災地を訪ねた帰路にサヤカと出会っている。
石ノ森章太郎の大ファンで、原画展のために登米を訪れた際に百音たちと出会い、近い将来の天気の変化を何度も言い当て、感銘を受けた百音が気象予報士を目指す最初のきっかけとなる。
その後も海や山を知り、自然の怖さも知る百音に気象の仕事に関わってもらいたいと願い、機会をとらえて気象の仕事の魅力と意義を伝え続けた結果、百音は朝岡のもとで働きたいと上京する。
早明大学在学中は「風の神」と称される駅伝の有名選手であったが、想定外の気象に対処できず大学駅伝大会で棄権を余儀なくされた。その経験が、気象予測をスポーツに活かしたいと考えるきっかけとなった。
神野マリアンナ莉子（じんの マリアンナ りこ）
演 - 今田美桜
報道キャスターを目指す若手の気象予報士。ミドルネームの「マリアンナ」は本名。生い立ちは明らかになっていないが、「ラテンの血が入っている」ことを本人が語っている。
現場では常に笑顔を見せているが、舞台裏では物事をはっきりと言う性格で、辛辣な本音を発したり、百音には秘めた胸の内を語ることがある。
Jテレの朝の報道番組「あさキラッ」にて屋外からの中継キャスターを担当していたが、朝岡の後任でスタジオでの気象キャスターを務める。
やがて、高村の推薦で仙台中央放送のニュース番組のキャスターに転身し、気仙沼で気象防災に関する発表を行う百音の取材に訪れる。
内田衛（うちだ まもる）
演 - 清水尋也
ウェザーエキスパーツの社員で、百音と同じ報道気象班の先輩となる若手気象予報士。
百音と同時に朝の報道番組「あさキラッ」の担当となる。
社員の中ではあまり目立たず控え目だが、プレゼンには説得力があると評価される。気象大学校卒業で、気象予報士試験は一発合格した秀才で、データ分析の能力に優れている。
花粉症が悩みであり、花粉症の対策アプリの開発を目指していたが、社内プレゼンの結果、社長に採用される。
その後、朝岡の意向で神野と交互に「あさキラッ」の気象キャスターを担当する。
高校生時代にファッションモデルの経験があるが、自身はファッションに関心がなく、見かねた明日美に服を見立ててもらう。彼女には「マモちゃん」と呼ばれ、東京編終盤には相思相愛のカップルとなる。
野坂碧（のさか みどり）
演 - 森田望智
ウェザーエキスパーツの社員で、モネと内田の先輩になる若手の気象予報士。神戸市三宮の出身。
交通関係機関に気象情報を提供する交通気象班に所属しているが、朝岡が「あさキラッ」から降板した後は、チームのサポートに加わる。
木の保水量に着目した防災の研究を行っており、社内で事業化への取り組みを続けている。
上京したてで入社前の百音を社員の代役としてテレビ局へ連れていったり、社内プレゼンで社長の質問に答えられなくなると見学していた百音に突然話を振るといった、百音に無茶ぶりをする場面が見られる。
安西和将（あんざい かずまさ）
演 - 井上順
ウェザーエキスパーツの社長で創業者。
自ら考案した気象予報のマスコットキャラクター「コサメちゃん」と「傘イルカくん」をヒットさせるという長年の夢は、上京した百音が報道番組の屋外中継に活用したことで叶えられる。
飄々とした性格だが、「スポーツ気象は金にならない」と辛口を発したり、社員からの新事業のプレゼンにも次々と改善点を指摘するなど、経営者としてシビアな一面も見せる。

##### その他の人々（WE社）
審査員
演 - 異儀田夏葉
安西社長と社内プレゼンの審査を担当する。
審査員
演 - 斉田季実治、山神明理
ウェザーエキスパーツの社員で、百音の社内プレゼンの審査を担当する。
星野光助
演 - もう中学生
ウェザーエキスパーツの社員で「流通気象班」所属。
社内プレゼンで「宇宙天気プロジェクト」を提案するも却下される。

#### Jテレ（JAPAN UNITED TELEVISION）の人々

##### 主な人々（Jテレ）
沢渡公平（さわたり こうへい）
演 - 玉置玲央
気象庁担当の社会部記者。
気象庁への取材結果や番組構成変更の情報を高村に伝えたり、朝岡の依頼で気象庁に取材するなど、気象コーナーと関係が深い。
高村沙都子（たかむら さとこ）
演 - 高岡早紀
社会部気象班デスク・元報道キャスター。正確な情報を伝えることをモットーとしている。
朝岡とは飲み仲間であると同時に互いの方針の違いで対立することもある。
制作方針を巡りキャスターを務めた番組を自ら降板した過去がある。ハプニングにより台風の報道特別番組で数分間ながらキャスターに復帰した。

##### その他の人々（Jテレ）
照井達也
演 - 関太（タイムマシーン3号）
「あさキラッ」のキャスター。
板谷沙織
演 - 袴田彩会
「あさキラッ」のキャスター。
益田
演 - 長友郁真
「あさキラッ」のディレクター。
等々力
演 - 長村航希
「あさキラッ」のアシスタントディレクター。
秋山
演 - 興津正太郎
「あさキラッ」のアシスタントディレクター。
宮川祐介
演 - 松田泰成
「あさキラッ」で仙台市から出演した中継レポーター。
久原大志
演 - 達淳一
「ニュースナイトJ」のキャスター。
岸谷加奈子
演 - 粕谷聡子
「ニュースナイトJ」のキャスター。
ナイトJディレクター
演 - 鈴木翔吾
「ニュースナイトJ」のディレクター。

#### 汐見湯の人々
宇田川については東京編の用語を参照のこと。
井上菜津（いのうえ なつ）
演 - マイコ
汐見湯の大家。美術大学出身。祖父母と暮らし、宇田川の世話をしている。
銭湯のうち、男湯の方をダイニングキッチンに改装し、2階の空き部屋を利用してシェアハウスとした。元女湯の方を時間帯で区切って男女兼用としている。
小倉肇（おぐら はじめ）
演 - 沼田爆
菜津の祖父。
小倉光子（おぐら みつこ）
演 - 大西多摩恵
菜津の祖母。

#### その他の東京の人々
鮫島祐希（さめじま ゆうき）
演 - 菅原小春
大阪府出身。車いすマラソン（T54）選手。関西弁を話す。
リオデジャネイロパラリンピックの代表選考レースで気候を読み違えて熱中症になり、日本代表から外れる。
その直後、朝岡と知り合ったのを機にウェザーエキスパーツのサポートを受けて再起し、2019年、東京パラリンピックの日本代表に選出される。
宮田彰悟（みやた しょうご）
演 - 石井正則
菅波が初めて担当した患者。プロの楽団に所属するホルン奏者であった。
肺がんの手術で肺を切除された後はボイラー技士になり、ボイラーの修理で汐見湯を訪問した際に6年ぶりに菅波と再会する。
入院中、病状の判断を誤った菅波の言葉に従ったため、演奏家としての道を断たれたことを強く恨んだ時期もあったが、菅波にがんを発見してもらったことで今も命があることや、その後、音楽が好きになった息子にせがまれ、久しぶりにホルンを吹いたらとても喜ばれ、最高だったことを語る。
その話に心を打たれた菅波に頼まれ、汐見湯で菅波と百音にホルンの演奏を披露する。
その頃、地元に戻って気象の仕事をしたいと考えながらも決心がつかなかった百音は、宮田の演奏に背中を押され、帰郷を決断する。
主治医
演 - 藤本至
入院中の宮田の主治医。
宮田の息子
演 - 高橋翔大
退院後の宮田にホルンを吹くようせがむ。
記者、カメラマン
演 - 三森麻美、海保優
内田を取材するファッション誌の女性記者およびカメラマン。
五十嵐
演 - 大方斐紗子
Jテレに電話し、百音に水害に関する言い伝えを伝えた長野の視聴者。
役名クレジットなし
演 - ゆうたろう
原宿のショップ店員（本人役）。

## 用語・設定

### 登米・気仙沼編の用語
亀島（かめしま）
気仙沼湾の沖に存在する、百音が育った島。
亀島のシーンは気仙沼市の大島（気仙沼大島）で撮影された。
米麻町（よねままち）
百音が高校卒業後に住む登米市内の町。山林のシーンは旧・登米町の地域で撮影された。
米麻町森林組合
百音の最初の勤務先となる森林組合。
登米夢想（とめむそう）
米麻町の複合施設で、米麻町森林組合事務所の他、「よねま診療所」「カフェ 椎の実」が併設され、地元の憩いの場となっている。山主の新田サヤカが診療所を誘致し、カフェを作った。
永浦水産
百音の祖父・龍己が営む牡蠣の養殖を主とした水産業。
みやぎ銀行
百音の父・耕治の勤務先。
登米能
伊達家の時代から登米市で受け継がれている伝統芸能。
実在する登米能は、登米市のうち旧・登米町（とよままち）の地域で受け継がれてきたため「とよまのう」と読むが、劇中では「とめのう」と呼ばれている。
桃津駅
鉄道と、登米と気仙沼を結ぶBRT（バス高速輸送システム）の駅。
実在する同様のBRTとして、震災で被災したJR気仙沼線（柳津駅 - 気仙沼駅間）の復旧手段として導入された気仙沼線BRTがある。
BRTが「鉄道の復旧までの市民の交通手段」という説明は、2014年時点での気仙沼線BRTの状況と一致している（その後、鉄道の復旧は行わないことになり、2020年4月に廃止となっている）。
桃津駅のシーンはJR気仙沼線の柳津駅で撮影された。
ウェザーエキスパーツ (Weather Experts)
朝岡が所属する東京都中央区晴見に本社を置く民間気象情報会社で、東京編以降の百音の就職先となる。
1Fに「お天気ふれあいコーナー」、2Fに「交通気象班」・「報道気象班」、3Fに「流通気象班」・「総務・営業」・「企画開発班」がある。
劇中で新たに「スポーツ気象班」と「ウェザーエキスパーツ気仙沼営業所」が立ち上げられる。
本作の台本考証及び美術協力を担当するウェザーニューズが気象サービスについて考証し、独自開発した花粉測定器『ポールンロボ』の使用や、2015年ラグビー日本代表への協力など、同社を彷彿とさせる事柄が作中に登場する。
外観およびエントランス部分は東京都中央区晴海にあるイベントスペース「CROSS DOCK HARUMI」で撮影された。
晴見
ウェザーエキスパーツ本社の所在地である東京の地名。
よねま神社
登米市にある神社。宮司がヒバの芯去材の保管を引き受ける。

### 東京編の用語
汐見湯（しおみゆ）
上京した百音と明日美が入居する銭湯をリノベーションしたシェアハウス。築地の東成大学附属病院近隣に立地し、併設するコインランドリーは菅波も度々利用する。
外観は東京都大田区にある銭湯「明神湯」で撮影された。
宇田川（うだがわ）
汐見湯の男性住人。愛称は「ヒロくん」。全編を通して姿を見せず、第55回14分10秒で声のみ登場したが、この声の演者は公開されていない。
汐見湯に住む小倉肇・光子が世話になった人の孫で、井上菜津の幼馴染。幼い頃から絵や漫画や書道に秀でていた。美術大学卒業後は芸術とは別分野に約8年勤務するも環境が合わず心身不調を起こし休みがちになり退職。以来、長い間引きこもり人前には姿を見せていないが、明け方には密かに汐見湯の浴室掃除をしている。
百音の誕生日祝いや鮫島の応援などで書道の腕前を披露し、百音が帰郷する際には昔に描いた絵を菜津を通じて贈る。
最後まで姿を見せない設定となった理由について制作統括の須崎岳は、構想段階からの脚本家や演出陣との話し合いの結果、「今はじっと動けず外の世界へ出られない人だっている。そのことは決して否定されることでなく、ちゃんと尊重すべきではと考えた」と説明している。
東成大学附属病院
菅波が勤務する東京築地界隈の大学病院。
Jテレ (JAPAN UNITED TELEVISION)
東京のテレビ局。
ウェザーエキスパーツが気象予報士を派遣し、朝の報道番組「あさキラッ」や夜の番組「ニュースナイトJ」、その他緊急報道番組の気象コーナーの制作に加わっている。
傘イルカくん・コサメちゃん
ウェザーエキスパーツ本社ビル1Fの「お天気ふれあいコーナー」に常駐する、傘を持ったイルカとサメのパペット人形のキャラクター。
社長の安西がキャラクターを考案した。
テレビ番組の天気予報で、メイン情報としては扱えない局地的な暴風の可能性を彼らに話させる体で伝えたことで、SNSのトレンドワード上位にランキングされる。
その後、神野の屋外中継の際に百音がパペット操作を担当し、やがて百音が自身でパペットを動かしつつ出演するようになる。
チーム・サメジマ
車いすマラソン選手・鮫島をサポートするためのチーム。
都立いずみの森陸上競技場
鮫島が出場する「車いすマラソン強化指定選手選考記録会」の会場。
気仙沼水産技術センター
百音の妹・未知の就職先。
明岩市（あきいわし）・石音町（いしねまち）
東北地方にある架空の市と町。2008年に土砂災害が発生した後、水害が多発する地として描かれる。
朝岡が現地を訪ねた帰路に初めてサヤカと出会う。
番場川（ばんばがわ）
長野県を流れる架空の川。2019年に首都圏を直撃した台風が去った後、支流が増水して流れ込むことで氾濫する川として描かれる。
仙台中央放送
仙台のローカルテレビ局。
神野が2020年1月から同局の番組「夕方ほっと」のキャスターに着任する。
亀島大橋（かめしまおおはし）

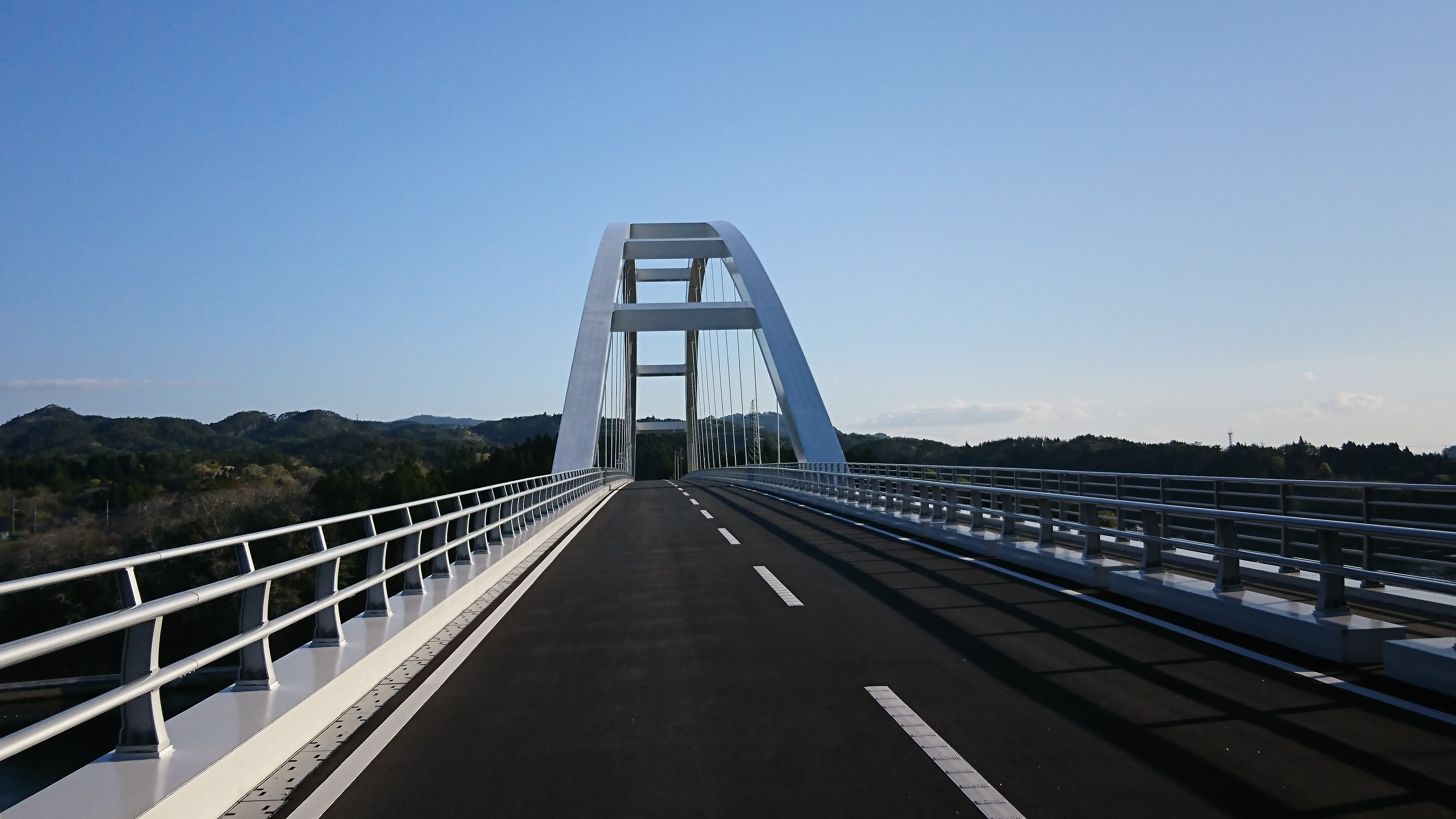
亀島大橋モデル地・気仙沼大島大橋

亀島と本土（気仙沼市街地）を繋ぐ橋。橋が開通するまで交通手段は連絡船のみであったが、2017年に橋梁架設が完了し、2019年9月の時点では既に開通している。気仙沼大島大橋で撮影された。

### 気仙沼編の用語
海のまち市民プラザ
気仙沼市の施設で、コミュニティスペースの他「気仙沼市役所出張所 はまらいん課」・「はまらいん気仙沼」が入居し、ウェザーエキスパーツ気仙沼営業所もここに居を構える。気仙沼市に実在する公営施設「気仙沼市まち・ひと・しごと交流プラザ」（PIER7）がモデル。
気仙沼市役所出張所 はまらいん課
気仙沼市役所の部署。「はまらいん」は「一緒にやろう」といった意味の方言。
遠藤が課長を務める。
はまらいん気仙沼
気仙沼市のコミュニティFM。2011年震災直後、情報伝達を目的に市と市民で発足した災害FMが前身。
ラヂオ気仙沼・女川さいがいFMなどの災害FMを参考にしている。
シマノミドリ
はまらいん気仙沼が導入したAIアナウンサー。仙台管区気象台が発表する情報を取得し自動放送する。
百音が天気予報を担当するようになった後も、昼の予報は特に伝えることがなければシマノミドリに任せてよいことになる。
西風町（ならいまち）
気仙沼市の架空の地名。市役所の所在地であり、はまらいん気仙沼に秋祭りの宣伝に来た住民の居住地。
気仙沼編ではこの他にも、市内の架空の地名が多数登場する。
気仙沼中央漁業協同組合
百音の幼馴染・及川亮が所属する気仙沼市の漁協。

## ドラマに登場した主な音楽作品
アメリカン・パトロール
初出は亀島の「北限のゆずまつり」の回想（第13回）。グレン・ミラーのジャズ編曲をベースにしたオリジナル編曲で演奏される。
主人公の永浦百音が2011年3月の震災まで打ち込んでいた音楽活動、妹の未知や亀島の幼馴染と取り組んだ吹奏楽、そして指導を受けた父の耕治との記憶のシンボルとして使われる。
かもめはかもめ
震災で行方不明となった、及川美波の愛唱歌（第37回）。夫の新次は震災の8年後、この曲の歌詞に美波との決別の思いを乗せ、死亡届に判を捺す（第114回）。
ロンドンデリーの歌
プロのホルン奏者だった宮田彰悟が、百音と菅波光太朗の前で演奏した楽曲（第95回）。宮田が演奏するシーンではホルンの独奏だが、その後のシーンではホルンの重奏に変わる。
震災後、「音楽なんて何も役に立たない」と音楽を諦めた百音だったが、その演奏に背中を押され、故郷の気仙沼に戻る決心を菅波に告げる。

## 東日本大震災に関する表現
本作は「制作」の節にある通り、NHK東日本大震災プロジェクトなどの一環として制作されている。
本作で東日本大震災を扱うことについて、制作統括の吉永証は、震災から10年目の春というタイミングから震災を背景にしないことは考えられなかったとし、震災で個々人に起こったことは千差万別で、それぞれの気持ちに寄り添うことを表現したいという意図を語っている。また、チーフ演出の一木正恵は「(ドラマの)企画の原点に、気仙沼市の中学3年生の答辞があります。「自然の猛威の前には、人間の力はあまりにも無力で、わたくしたちから大切なものを、容赦なく奪っていきました」。「見守っていてください、必ずよき社会人となります」と決意と覚悟を語っていました。深く感動すると共に苦しくもなりました。…亀島のモデルとなる気仙沼大島の中学生たちは、およそ一週間物資の供給がない中、プールの水を濾過するなどあらゆる手を使って島民の命を守りました。とにかく大人にならねばならなかった、希望にならねばならなかった。そして本来ならば先頭に立っていたはずなのに、島に戻れなかったモネを主人公とし、あの時何もできなかったと密かに悔やみ続ける多くの人々の思いを託すこととしました」と語っている。
劇中では、冒頭の百音の出生の場面を除いて2014年5月から始まり、過去の出来事としての震災の回想は第15回に登場する。起承転結の「起」の部分で記憶として描くことについて、過去のNHK連続テレビ小説の作品で「転」の部分に震災を置いた『あまちゃん』や『半分、青い。』との違いが指摘されている。
なお、震災の一部である福島第一原子力発電所事故については劇中では描かれていない。

### 震災を示す言葉
劇中では「東日本大震災」「東北地方太平洋沖地震」など、この震災を示す固有名詞は登場していない。しかし、第14回にてその発生日が2011年3月11日と示されていることから、意味しているものは明確であり、本記事では記述の便宜上、劇中のできごととして「東日本大震災」の語を用いている場合がある。
なお、登米編・東京編（第85回まで）では多くの場合、「あの日」「あれから」「○年前」といった言葉で語られており、2019年となった第86回以降は「震災」の語で表現されることが多い。

### 災害の表現
劇中では、地震の発生、津波の襲来といった災害の発生状況については省略されている。第14回の最後に、東日本大震災の地震発生時刻である「PM2:46」を示した時計が表示された後、第15回では午後10時、仙台にいた百音と父の耕治が気仙沼に向かっているシーンから始まっている。
こうした表現について放送コラムニストの高堀冬彦は、「大半の視聴者は実際の震災の日をおぼえている」とし、「再現映像より視聴者の脳裏に刻まれている震災の方がリアルなのは言うまでもない」ことから、震災を直接的に描かなかったことで逆にリアリティーが生まれたと評している。また、ライターの佐野華英は、まだ震災の恐怖を克服できていない視聴者への配慮という点を指摘している。

### 東日本大震災以外の地震災害の扱い
本作では、劇中の期間（2014年以降）で実際に発生した地震災害については扱われていない。ただし、東京編で百音の会社の先輩として登場する野坂碧は神戸市三宮の出身と設定され、幼い頃に震災（名称は語られていない）を経験したことから、防災を志すようになったことが語られている。

## 新型コロナウイルス感染症に関する表現
本作では、明確には示されていないものの、最終週に放送当時の新型コロナウイルス感染症のパンデミックを想起させる描写があり、朝ドラで初めてコロナ禍に触れた作品であると指摘された。
第117回で、主人公の百音の家を訪ねていた菅波が緊急で東京へ呼び戻された（あらすじ参照）のは、2020年1月14日であった。この日、実際には日本国内で初めて、新型コロナウイルスに関連する可能性がある肺炎患者が報告された（その後検査により新型コロナウイルス陽性と確認され、1月16日に厚生労働省より発表された）。
第120回（最終回）のラストは近い未来のコロナ禍の収束を想起させる表現となり、大きな反響を呼んだと報じられた。
本作で新型コロナウイルス感染症を描いたことについて、制作統括の須崎岳は放送終了の2か月後、以下のように語っている。
- 制作側でも賛否両論があったが、ヒロインが目指す気象予報士は“明るい未来を届ける仕事”と宣言した以上、今まさに起きていて、私たちの未来に大きな影響を与えるコロナについて、全く触れないでいいわけがないと思い至った。
- 概ね好意的に受け止められ、特に医療従事者の方々から『力をもらいました』『励みになりました』といった言葉をいただけたのは本当にうれしかった。

## スタッフ
- 作 - 安達奈緒子
- 語り - 竹下景子[13]
- 土曜日『おかえりモネ「第〇週」』
  - ナビゲーター - サンドウィッチマン（伊達みきお・富澤たけし）
  - ナレーション - 柘植恵水（東京アナウンス室アナウンサー）
- 音楽 - 高木正勝[114]（編曲：足下憲治）
- 主題歌 - BUMP OF CHICKEN「なないろ」（トイズファクトリー）[20][115]
- 制作統括 - 吉永証、須崎岳
- プロデューサー - 上田明子
- 広報プロデューサー - 川口俊介
- 演出 - 一木正恵、梶原登城、桑野智宏、押田友太、中村周祐、原英輔、田中諭、舩田遼介
- 気象考証 - 斉田季実治
- 林業考証 - 竹中雅治
- 医事考証 - 田上佑輔
- 気象資料提供 - 加藤芳樹、加藤史葉
- 楽器指導 - 中山浩佑
- 能楽指導 - 佐々木多門
- 笛指導 - 栗林祐輔
- 仏事指導 - 千田雅寛
- 宮城ことば指導 - 鹿野浩明、佐藤千晶
- 気象情報会社考証 - 村田泰謁(ウェザーニューズ)
- パペット指導 - 山田はるか
- 気象キャスター指導 - 山神明理
- コミュニティFM考証 - 大嶋智博
- 副音声解説 - 山崎健太郎
- 制作・著作 - NHK

## オープニング
オープニングは一部の放送日を除きアバンタイトルを採用している。
主題歌「なないろ」は、1番のうち歌詞の冒頭をカットしたショートバージョンと、1番すべての後に曲の最後の部分を追加したロングバージョンの2種類が使用された。
第45回（第9週その5）と、第116・119・120回（最終週その1・4・5 120回は本編最終回）はオープニング映像がなく、主題歌は劇中の後半部で使用されたが、そのうち、最終回のみロングバージョンが使用された。

## エンディング
本編を放送する月 - 金曜日のエンディングは、「あなたの身近な観天望気」と題して、視聴者から気象現象にまつわるエピソードやことわざと、その写真を募集したコーナーであった。
一般視聴者の投稿以外では以下のケースがあった。
- 第32回（第7週その2）：NHKニュースおはよう日本で気象キャスターを勤める気象予報士・檜山靖洋（休日を除く平日版の首都圏地区担当）の投稿写真[117]
- 第87回（第18週その2）：NHK大阪放送局の気象予報士・南利幸（土日休日版『おはよう日本』の首都圏地区担当）の投稿写真
- 第115回（第23週その5）：次回作品『カムカムエヴリバディ』のヒロインを演じる上白石萌音の写真
  - なお、『カムカムエヴリバディ』第2回（第1週その2 2021年11月2日放送）本編終了後の投稿写真紹介コーナーでは「Radio Personality」「Welcome home，Mone！（おかえりモネ）」との文章とともに、はまらいん気仙沼のラジオブースに座る清原果耶の写真が紹介され、SNSでは本作を彷彿とする声や「モネと萌音との共演」といった声が上がった[118][119]。
- 第120回（最終週その5=本編最終回）：主演の清原果耶が、役を演じた「気仙沼 永浦百音さん」として登場し、「応援ありがとうございました！」のメッセージを掲載

## 作品の評価と反響

### 視聴率
放送期間世帯平均視聴率は16・3％と朝の連続テレビ小説作品としては2009年放送の『ウェルかめ』以来11年ぶりに17％を下回る結果となった一方、『NHKプラス』は2020年サービス開始以来歴代朝ドラのうち最高視聴率、『NHKオンデマンド』も2021年度に有料配信した全番組で最多視聴数を記録し、配信放送において好調を見せた。この結果にNHKは「これまでの連続テレビ小説にはない形で、NHKのデジタルサービスも含め『広く、そして深く』見ていただきました」と総括した。
なお地元仙台地区の視聴率は19.6%、関西が14.2%(世帯)だった。

### SNS上の反響

#### 「#俺たちの菅波」
放送中、坂口健太郎が演じる菅波光太朗の魅力的なキャラクター性と、主人公百音との関係性や不器用な恋模様が視聴者の反響を呼び、SNS上で「#俺たちの菅波」のハッシュタグが定期的にトレンド入りする現象が起きた。『AERA』の記事によれば、百音と菅波の気持ちが通じ合う第80回の放送時には、Twitterにおいて「#おかえりモネ」「#俺たちの菅波」「#菅波先生」が、国内トレンドトップ3を独占している。
同記事では「#俺たちの菅波」の「俺たち」は性別に関係のないネット用語で、発信の主体は「何かしらの分野にオタク的要素を持つ女性」であり、一部には同じように不器用で「マッチョ系」に嫌悪感を持つ男性から支持を集めていると分析された。また放送当時の朝ドラの相手役のトレンドは「奥手、不器用」であり、菅波の真面目さに共感し愛おしさを感じたり、同じく奥手なヒロインとのカップリングを応援する「カップル推し」が目立つとしている。
「#俺たちの菅波」の語は『現代用語の基礎知識 2022』（2021年発売）に収録された。同書には派生語として「ドヤ波」「休菅日」（菅波の登場がない放送日のこと）などが挙げられている。
上記の第80回が放送された1年後となる2022年9月3日には、放送当時を振り返る投稿で盛り上がり、「#おかえりモネ」がtwitterでトレンド入りした。

#### 「#おかえりモネ1周年」
初回の放送開始から1年後の2022年5月17日、多くのファンが「#おかえりモネ1周年」のハッシュタグを使用して作品を回顧し、同タグや「りょーちん」がTwitterでトレンド入りする盛り上がりを見せた。なかでも主人公の幼なじみ・及川亮（永瀬廉）や恋人・菅波光太朗（坂口健太郎）への感想や思いをつづった投稿が相次いだ。また、主人公の妹・永浦未知を演じた蒔田彩珠が撮影中のオフショットをInstagramで新たに公開し、ファンからのコメントが多数寄せられた。
また、気仙沼市は開催中の「おかえりモネ展」の中で、放送開始1周年を記念してメッセージを募る企画を発表した。

### 評論家・専門家等による評価
- 早稲田大学演劇博物館館長・文学学術院教授の岡室美奈子は、素晴らしい朝ドラだったとし、「非当事者がいかに震災後の東北に向き合えるか」というテーマについて劇中の様々な事例を挙げ、「被災地と非被災地、当事者と非当事者、東北と東京といった（略）分断を超えてつながりたいという祈りが（略）込められているように思われる」とまとめている[132]。
- 毎回のレビューを掲載してきた[133]木俣冬は、東日本大震災とコロナ禍に向き合った作品という点に着目し、制作側がコロナ禍も含めて、どう前に進めばよいかという思いを込めようとしたことが忘れがたい特異なドラマに変えた、と指摘している[134]。
- 震災被災地からの視点では、岩手県大船渡市・陸前高田市・住田町を販売エリアとする東海新報社長の鈴木英里は、東京編終盤の時点で「丁寧な取材のもと、誠実に作られた作品」と評し、震災後の取材経験を踏まえ、「前を向く大人たちを描くことで、震災を経験した若い世代の背中を温かく支え、前へと押してくれる」作品としている[135]。
- ノンフィクション作家の山下柚実は、突出した個性が際立ち、朝ドラで今後繰り返される作風とは思えない異色の作品と評価。また、描き方に賛否が分かれたことの一例として、未知が震災の時、祖母を置いて逃げたことに「津波てんでんこ」の観点から肯定的に描く展開もありえたのではないかと指摘している[136]。
- 2021年10月度ギャラクシー賞月間賞（受賞の欄参照）の論評として、常に前向きな世界を肯定し、明るいヒロインたちが愛されてきた朝ドラも、「失われた30年」や自然災害の続発、そしてコロナ禍という中で変化が見られるようになってきたことを指摘。これまで振り捨ててきた一人ひとり違う心の傷に向き合い、次の世界を模索する今の時代の里程標として、大きく位置付けられる作品になるだろう、と評されている[137]。
- 小児科医の石橋涼子は私塾への寄稿で、このドラマが様々な形で描いた「支える人」の姿について論じた。菅波と百音、井上菜津と宇田川の関係から「相手に対して安易に介入しないこと、踏み込んだり同一化しないこと、常に側に、しかし外部にいて、必要とされる時に必要な援助をすること。自分はその人の外部なのだという事実を忘れないこと」が、相互に必要な距離ではないかとしている。震災前の姿に戻ろうとしていた及川父子がそれぞれの新たな道に踏み出す結末にも触れ、必要な支えとなるのは前述のように「当事者の巻き込まれた嵐に巻き込まれず、しかしそばに居続ける人の存在なのではないだろうか」とまとめている[138]。
- 林野庁は、放送されたストーリーに併せて、森林や林業等について解説を行う『「おかえりモネ」解説ページ[139]』を設けた。解説を執筆した森林利用課、林政課の担当者は「一般の方には分からない細部まで作り込んであったのに驚き、林業考証の本気に頭が下がる」「生産者の悲哀がよく表現されていた一方、モネが商品開発に取り組み、需要を開拓する姿に多くの方が勇気づけられたことと思う」と感想を記している[140]。また、劇中でサヤカが所有していた樹齢300年のヒバの木が伐採された日にちなみ、2022年3月10日、林野庁長官から制作チームに感謝状が贈呈された[141]。

### 受賞
- 放送批評懇談会：2021年10月度ギャラクシー賞月間賞 - 揺るがないメッセージがあり、珠玉のセリフが胸に刺さったと評価された[142]。また、朝ドラの文法から逸脱した野心的作品とし、解決しがたい心の問題に安易に前向きな答えを出さない脚本や、それを繊細に表現した主演の清原果耶の演技を評価するコメントが挙げられた[143]。なお、月間賞作品も対象として選出される第59回ギャラクシー賞では選外となっている[144]。
- ヤフー：Yahoo!検索大賞2021 ドラマ部門賞[145] - 放送開始後に検索数が急増したことや、SNSでのハッシュタグ「#俺たちの菅波」の盛り上がりが紹介された。
- tenki.jp：2021年お天気トレンド大賞 第2位[146] - 放送期間中の気象予報士試験の受験申請者が、8年ぶりに4000人を超えたことが紹介された。なお、第1位はノーベル物理学賞（眞鍋淑郎の気象分野での受賞）であった。
- 文化庁：芸術選奨文部科学大臣新人賞 放送部門（安達奈緒子）[147] - 贈賞理由として、安易な相互理解やわかりやすい主人公の成長を描くのではなく、非当事者が被災者に寄り添うとはどういうことかを誠実に突き詰めたと脚本を評価。東日本大震災から10年という節目にふさわしい秀逸なドラマを生み出したとしている[148]。また、選考過程では言葉少ないヒロインの内面を描き切った筆力が評価された[149]。
- 日刊スポーツ：第25回日刊スポーツドラマグランプリ 助演女優賞（蒔田彩珠）[150] - ヒロインの妹の永浦未知役を演じた蒔田は、「未知のことがすごく大好きで、未知が悲しい時は私も同じくらい悲しくなってしまった。でも、そんな風に思える役に出会えたことがうれしかった」とコメントしている[151]。なお、作品賞では『おかえりモネ』は第4位、主演女優賞では清原果耶が第2位（『ファイトソング』とのダブル主演）、助演男優賞では永瀬廉が第2位であった。

### NHKとしての総括
NHK会長の前田晃伸は、2021年11月4日の定例会見で、本作に関して以下のように総括した。
- 東日本大震災から10年の東北を舞台に、人と自然の繋がりや、地域で生きることの意味を問いかけたドラマだった。
- 新型コロナウイルスの影響で困難な状況の制作だったが、予定通り放送を終えることができた。
- 朝ドラは昔のまま「これをはめるとピッタリだ」ということはないと感じている。震災を扱い、深刻な部分もあると「朝から放送するのか」と言われることもあるが、ただ明るくすればよいということでもないので、いろいろなことを試すということ。あまりワンパターンで「朝ドラとはこういうものだ」と決めつけない方がいい。

また、NHKプラスの見逃し配信でよく見られたことについても言及している。
放送期間中にNHKに寄せられた声の集計およびまとめについては、『月間みなさまの声 2021年10月』で特集されている。

### 舞台地での動き

#### 放送への反響
本作の舞台の1つとなった気仙沼市では、観光情報サイト「気仙沼さ来てけらいん」の中で、下記の企画が行われた。
モネ日記
放送開始までの動きや、毎回の放送の感想を市内在住のイラストレーターが綴った。
「おかえりモネ」をみんなで語ろう！
ドラマに関する感想を募集し、週ごとにピックアップして回答も掲載した。気仙沼市のコミュニティFM「ラヂオ気仙沼」と連動する企画として実施された。

#### 各舞台地への影響
本作の舞台となった宮城県登米市、気仙沼市では以下のような影響が報じられた。
- 登米市、気仙沼市では2021年度のふるさと納税の寄付額が前年度より大幅に増加した。
  - 登米市では2021年10月末時点で、前年度同期の3倍以上の寄付額となった[154]。
  - 気仙沼市では、ふるさと納税の寄付額が2021年度は初めて10億円を超えた。ドラマの放送が始まった5月末ごろから寄付が伸び、放送が終了する10月には前年同月比5.1倍となった[155]。市の集計では2021年度の寄付額は約14億3000万円で前年度の約3.1倍となり、PRや返礼品の拡充の他、ドラマの放送が気仙沼を知ってもらう絶好の機会になったとまとめられている[156]。
- 放送期間中の2021年5月 - 10月に登米市を訪れた観光客は、ドラマのロケ地で軒並み増加した[157]。長沼フートピア公園が前年同期比1.4倍、とよま観光物産センター「遠山之里」が同1.3倍、石ノ森章太郎ふるさと記念館が同1.7倍であった。
- ドラマで紹介された「組手什」は、登米町森林組合での個人向けの年間販売数が約200本だったところ、放送開始から約2か月で1,000本以上が売れた[158]。
- 劇中で、菅波が百音に渡した合鍵についていた木製のサメのキーホルダーは、視聴者の問い合わせをきっかけに登米市の津山木工芸品事業協同組合が再現したものを製作し、注文が殺到した[159]。
- 気仙沼市では、毎年募集している観光キャラクター「ホヤぼーや」への年賀状が、2022年は初めて2000通を超えて2005通となった。ドラマの登場人物のイラストや、ドラマでファンになったといったコメントが目立ったという[160]。
- ロケーションジャパンが主催する「第12回ロケーションジャパン大賞」で両市が準グランプリとなった[161]。両市で連携したツアーやモバイルスタンプラリーなどの実施、特産品を使ったPR、ふるさと納税寄付額の増加といった点に言及されている。
- 気仙沼市おかえりモネプロジェクト推進室の推計によれば、気仙沼での出演者・スタッフの滞在に伴う宿泊費・飲食費などの直接的な経済効果はおよそ5400万円であった[162]。

#### 舞台地間の連携
隣接している登米市と気仙沼市で連携する動きが見られ、ドラマの放送終了後も続けられている。
- 登米町森林組合が製作した組手什の棚が、登米市と気仙沼市の全小学校に寄贈された[163]。
- 登米市と気仙沼市の産品を組み合わせたコラボ商品が発売された[164]。
- 登米市と気仙沼市の市立病院で、両市の特産品を使用した食事が入院患者に提供された[165]。
- 放送終了後の2022年3月、ドラマをきっかけに気仙沼向洋高校と登米総合産業高校の生徒が考案した、両市にゆかりのある食材を使ったコラボ弁当が各市の道の駅で販売された[166]。

また、登米市と気仙沼市に隣接する宮城県南三陸町では、高校生が両市を訪問し、ドラマの効果と町への集客方法を考える調査を行った。

#### 朝ドラ他作品との連携
近年放送された、東北地方を舞台とした朝ドラ『あまちゃん』（2013年度前期）『エール』（2020年度前期）の舞台地との連携が見られた。
- 放送開始から5日後の2021年5月22日、朝ドラの舞台となった4市（気仙沼市、登米市、岩手県久慈市、福島県福島市）が観光・物産や移住・定住の促進で連携する「気仙沼市・登米市・久慈市・福島市 おかえりプロジェクト」が発表された[168]。
- 2021年7月10日には、気仙沼市、久慈市、福島市のアンテナショップ「情報ステーション おかえり館」が東京・有楽町の東京交通会館内に開設された[169][170][171][172]。オープンから約2年7カ月で9万人以上が来館し、当初より閉店時期と定められていた2024年2月25日で閉店することになった[172]。
- 久慈市の水族科学館「もぐらんピア」では、2021年12月から2022年1月にかけて、サメの展示など、気仙沼市の情報を発信するポップアップイベントが行われた[173]。
- 2022年8月27日および28日、仙台市の勾当台公園で「おかえりマルシェ」が開催され、気仙沼市、久慈市、福島市が特設ブースで特産品を販売した他、地域の魅力を発信した。また、同公園内の「ルート227カフェ」では、3市の食材を使用したオリジナルメニューが提供された[174]。

## 放送日程
| 週                                                                        | 回        | 放送日              | サブタイトル               | 演出            | 週平均視聴率 |
| ------------------------------------------------------------------------- | --------- | ------------------- | -------------------------- | --------------- | ------------ |
| 1                                                                         | 01 - 05   | 5月17日 - 05月21日  | 天気予報って未来がわかる？ | 一木正恵        | 18.4%        |
| 2                                                                         | 06 - 010  | 5月24日 - 05月28日  | いのちを守る仕事です       | 一木正恵        | 17.1%        |
| 3                                                                         | 011 - 015 | 5月31日 - 06月04日  | 故郷（ふるさと）の海へ     | 梶原登城        | 17.1%        |
| 4                                                                         | 016 - 020 | 6月07日 - 06月11日  | みーちゃんとカキ           | 梶原登城        | 16.4%        |
| 5                                                                         | 021 - 025 | 6月14日 - 06月18日  | 勉強はじめました           | 桑野智宏        | 17.2%        |
| 6                                                                         | 026 - 030 | 6月21日 - 06月25日  | 大人たちの青春             | 桑野智宏        | 16.8%        |
| 7                                                                         | 031 - 035 | 6月28日 - 07月02日  | サヤカさんの木             | 一木正恵        | 16.7%        |
| 8                                                                         | 036 - 040 | 7月05日 - 07月09日  | それでも海は               | 桑野智宏        | 16.7%        |
| 9                                                                         | 041 - 045 | 7月12日 - 07月16日  | 雨のち旅立ち               | 一木正恵        | 16.2%        |
| 10                                                                        | 046 - 050 | 7月19日 - 07月23日  | 気象予報は誰のため？       | 梶原登城        | 16.4%        |
| 11                                                                        | 051 - 055 | 7月26日 -0 7月30日  | 相手を知れば怖くない       | 梶原登城        | 16.5%        |
| 12                                                                        | 056 - 060 | 8月02日 - 08月06日  | あなたのおかげで           | 一木正恵        | 15.5%        |
| 13                                                                        | 061 - 065 | 8月09日 - 08月13日  | 風を切って進め             | 桑野智宏        | 16.0%        |
| 14                                                                        | 066 - 070 | 8月16日 - 08月20日  | 離れられないもの           | 押田友太        | 16.3%        |
| 15                                                                        | 071 - 075 | 8月23日 - 08月27日  | 百音と未知                 | 一木正恵        | 16.0%        |
| 16                                                                        | 076 - 080 | 8月30日 - 09月03日  | 若き者たち                 | 梶原登城        | 16.1%        |
| 17                                                                        | 081 - 085 | 9月06日 - 09月10日  | わたしたちに出来ること     | 中村周祐        | 16.1%        |
| 18                                                                        | 086 - 090 | 9月13日 - 09月17日  | 伝えたい守りたい           | 桑野智宏 原英輔 | 16.1%        |
| 19                                                                        | 091 - 095 | 9月20日 - 09月24日  | 島へ                       | 梶原登城        | 15.4%        |
| 20                                                                        | 096 - 100 | 9月27日 - 10月01日  | 気象予報士に何ができる？   | 一木正恵        | 16.2%        |
| 21                                                                        | 101 - 105 | 10月04日 - 10月08日 | 胸に秘めた思い             | 田中諭 舩田遼介 | 16.0%        |
| 22                                                                        | 106 - 110 | 10月11日 - 10月15日 | 嵐の気仙沼                 | 桑野智宏        | 16.1%        |
| 23                                                                        | 111 - 115 | 10月18日 - 10月22日 | 大人たちの決着             | 梶原登城        | 15.9%        |
| 24                                                                        | 116 - 120 | 10月25日 - 10月29日 | あなたが思う未来へ         | 一木正恵        | 16.0%        |
| 期間平均視聴率：16.3%（ビデオリサーチ調べ、関東地区・世帯・リアルタイム） |           |                     |                            |                 |              |

### 再放送
- 以下の日程で、第1週 - 第3週および、各週のウィークリーダイジェストが再放送（キャッチアップ放送）された[198]。
  - 6月9日 2時39分 - 3時54分（8日 深夜26時39分 - 27時54分）第1週（第1回 - 第5回）
  - 6月10日 2時7分 - 3時22分（9日 深夜26時7分 - 27時22分）第2週（第6回 - 第10回）
  - 6月11日 2時18分 - 3時33分（10日 深夜26時18分 - 27時33分）第3週（第11回 - 第15回）
  - 6月12日 2時33分 - 3時18分（11日 深夜26時33分 - 27時18分）ウィークリーダイジェスト（第1週 - 第3週）

### 総集編
以下の日程で総集編が放送された。
前編
第1週 - 第9週を「前編」として総集編が放送された。
- 7月22日 10時 - 11時25分（BS4K）
- 7月25日 0時1分 - 1時26分（総合）

前後編一括放送
前編に加え、第10週 - 第24週を「後編」として総集編が一括放送された。
- 12月25日 15時30分 - 16時55分（前編・BS4K）
- 12月26日 15時30分 - 16時55分（後編・BS4K）
- 12月29日 15時5分 - 16時30分（前編・総合）
- 12月29日 16時30分 - 17時55分（後編・総合）

### 放送休止・時間変更
- 6月23日（総合・再放送） - 『令和3年度沖縄戦没者慰霊式典』に伴い、放送時間が2分繰り下げ（12時47分 - 13時2分）で放送された。
- 7月25日から9月5日までの毎週日曜日（総合・【1週間】再々放送） - 東京オリンピック・パラリンピック放送や『第103回全国高校野球選手権大会』中継のため、放送休止。
- 7月26日（総合・再放送） - 『東京2020オリンピック スケートボード 女子ストリート決勝』中継に伴い、90分繰り下げ（14時15分 - 14時30分）で放送された[注 16]。
- 8月4日（総合・再放送） - 『東京2020オリンピック スケートボード 女子パーク決勝』中継に伴い、80分繰り下げ（14時5分 - 14時20分）で放送された
- 8月6日（総合・本放送） - 『広島平和記念式典』に伴い、広島などの中国地方は、7時45分からの先行放送（東京本部からの裏送り）、その他地域は、8時35分から放送予定だったが式典放送延長のため、39分繰り下げ（8時39分 - 8時54分）で放送された。
- 8月14日（総合・【1週間】再放送） - 広島県・福岡県・佐賀県・長崎県に発令された大雨特別警報に関するニュースに伴う『正午のニュース』の放送時間拡大のため、10分繰り下げ（12時55分 - 13時10分）で放送された。
- 8月26日（総合・再放送） - 『東京2020パラリンピック 車椅子バスケットボール 女子』中継に伴い、20分繰り下げ（13時5分 - 13時20分）で放送された。
- 8月28日（総合・再放送） - 『東京2020パラリンピック』中継に伴い、10分繰り下げ（12時55分 - 13時10分）で放送された。
- 9月3日（総合・再放送） - 菅義偉内閣総理大臣（当時）が次期自民党総裁選挙不出馬を自民党役員会で表明したことが昼前に報道され、このニュースに伴う『正午のニュース』の放送時間拡大のため、30分繰り下げ（13時15分 - 13時30分）で放送された。
- 10月10日（総合・【1週間】再々放送） - 『デジタルの日特集 DXが日本を変える!?〜ヨミ子と考えるデジタル未来図〜』（11時 - 11時30分）放送のため、休止。
- 10月17日（総合・【1週間】再々放送） - 『日曜討論』の放送時間拡大（9時 - 10時20分）に伴う特別編成のため、休止。
- 10月24日（総合・【1週間】再々放送） - 『衆院選特集「コロナ禍の選挙戦 党首に問う」』（9時 - 10時20分）放送に伴う特別編成のため、休止。

## 関連番組およびイベント
- おかえりモネ×未来へ17action モネで見つけるSDGs
  - NHKでは、2021年度からの大型キャンペーン企画「未来へ 17アクション」と銘打って、SDGsと向き合う様々な番組やイベントを展開していくが、その一環として当作品も参加。番組宣伝も兼ねた「おかえりモネ×未来へ17action モネで見つけるSDGs」と題した5分間/本のミニ番組を、土曜日の週間総集編のナビゲートを務めるサンドウィッチマンと、「未来へ 17アクションPR大使」を務めている女優・歌手の長濱ねるが進行役を務め、劇中に登場するSDGsにかかわる件をピックアップし、それについて専門家の解説で紹介する[201]。
  - 放送テーマ
    1. 海の豊かさは陸の豊かさがつくる!? ゲスト・斉田季実治
    2. 年輪から災害対策を行う!?（ゲスト同上）
    3. 気象と福祉とスポーツと ゲスト・花岡伸和
- おかえりモネファン感謝祭in気仙沼
  - ドラマのクランクアップ後の2021年9月23日にNHK仙台放送局と気仙沼市の共同主催により、気仙沼市民会館でトークショー「おかえりモネファン感謝祭in気仙沼」が開催され、清原、恒松、前田（航）、高田を交えて、収録の裏話などを披露した。この様子は、前田（航）のロケ地訪問記も交えながら、東北管内6県向けに10月2日8時15分 - 9時（当日の週間総集編の生放送終了後）に、全国放送（東北は実質再放送）では10月17日（10月16日深夜）1時29分 - 2時14分に放映された[202]。
  - また、同年12月29日の総集編の放送の前に、宮城県域でアンコール放送が行われた（12月25日 8時15分 - 9時、総合）[203]。
- 第72回NHK紅白歌合戦
  - 2021年12月31日、ゲスト審査員に清原果耶、坂口健太郎が出演。
  - BUMP OF CHICKENの主題歌「なないろ」は、ドラマの撮影が行われた気仙沼大島の田中浜で演奏した[204]。

## 関連商品
Blu-ray・DVD
- BOX1 第1週 - 第8週
  - 『連続テレビ小説 おかえりモネ 完全版 ブルーレイ BOX1』（2021年9月24日、NHKエンタープライズ、NSBX-25128）
  - 『連続テレビ小説 おかえりモネ 完全版 DVD-BOX1』（2021年9月24日、NHKエンタープライズ、NSDX-25131）

- BOX2 第9週 - 第16週
  - 『連続テレビ小説 おかえりモネ 完全版 ブルーレイ BOX2』（2021年11月26日、NHKエンタープライズ、NSBX-25129）
  - 『連続テレビ小説 おかえりモネ 完全版 DVD-BOX2』（2021年11月26日、NHKエンタープライズ、NSDX-25132）

- BOX3 第17週 - 第24週
  - 『連続テレビ小説 おかえりモネ 完全版 ブルーレイ BOX3』（2022年2月25日、NHKエンタープライズ、NSBX-25130）
  - 『連続テレビ小説 おかえりモネ 完全版 DVD-BOX3』（2022年2月25日、NHKエンタープライズ、NSDX-25133）

シナリオ
『ドラマ』2021年11月号（映人社） - 第1週 - 第3週シナリオを収録。